# Voortrekker Monument
Le Voortrekker Monument (monument aux Voortrekkers), situé à Pretoria, rend hommage aux pionniers boers qui partirent en 1835-1838 de la colonie du Cap pour s'installer à l'intérieur des terres d'Afrique du Sud. Cette grande migration fut appelée « Grand Trek ». Elle est à l'origine de la création des républiques boers du Transvaal et de l'État libre d'Orange. Il a été conçue par l'architecte Gerard Moerdijk.
Emblématique du nationalisme afrikaner, le monument se dresse depuis 1949 sur une colline à l'entrée sud de la capitale sud-africaine. Il est au début du XXIe siècle le monument de ce type le plus visité de la province du Gauteng et l'un des 10 sites culturels et historiques majeurs du pays. 
Il est inscrit au patrimoine national sud-africain (national heritage site) depuis le 16 mars 2012 .

## Contexte

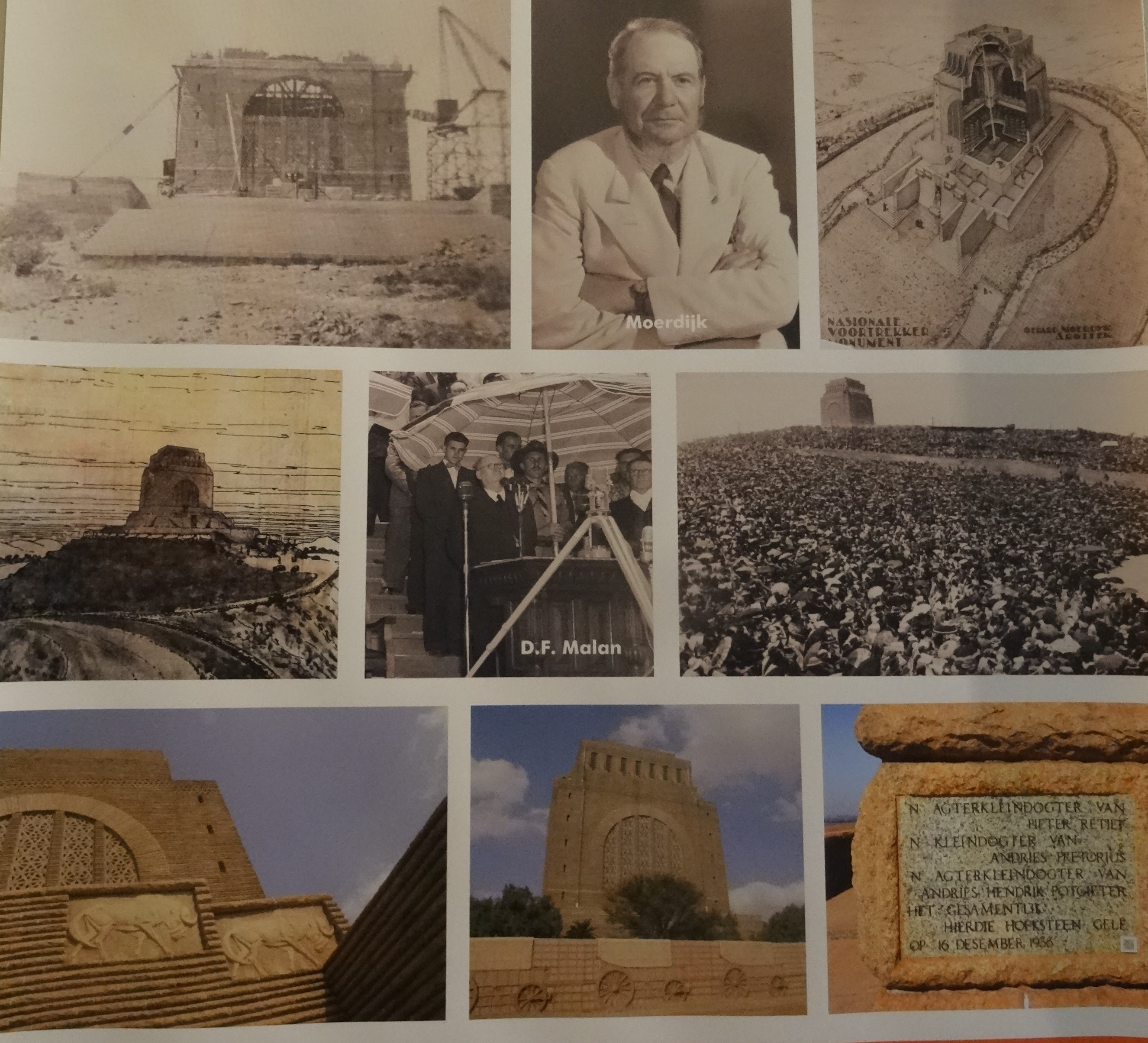
La construction du monument de Gerard Moerdijk en images, de la pierre angulaire à l'inauguration du mémorial

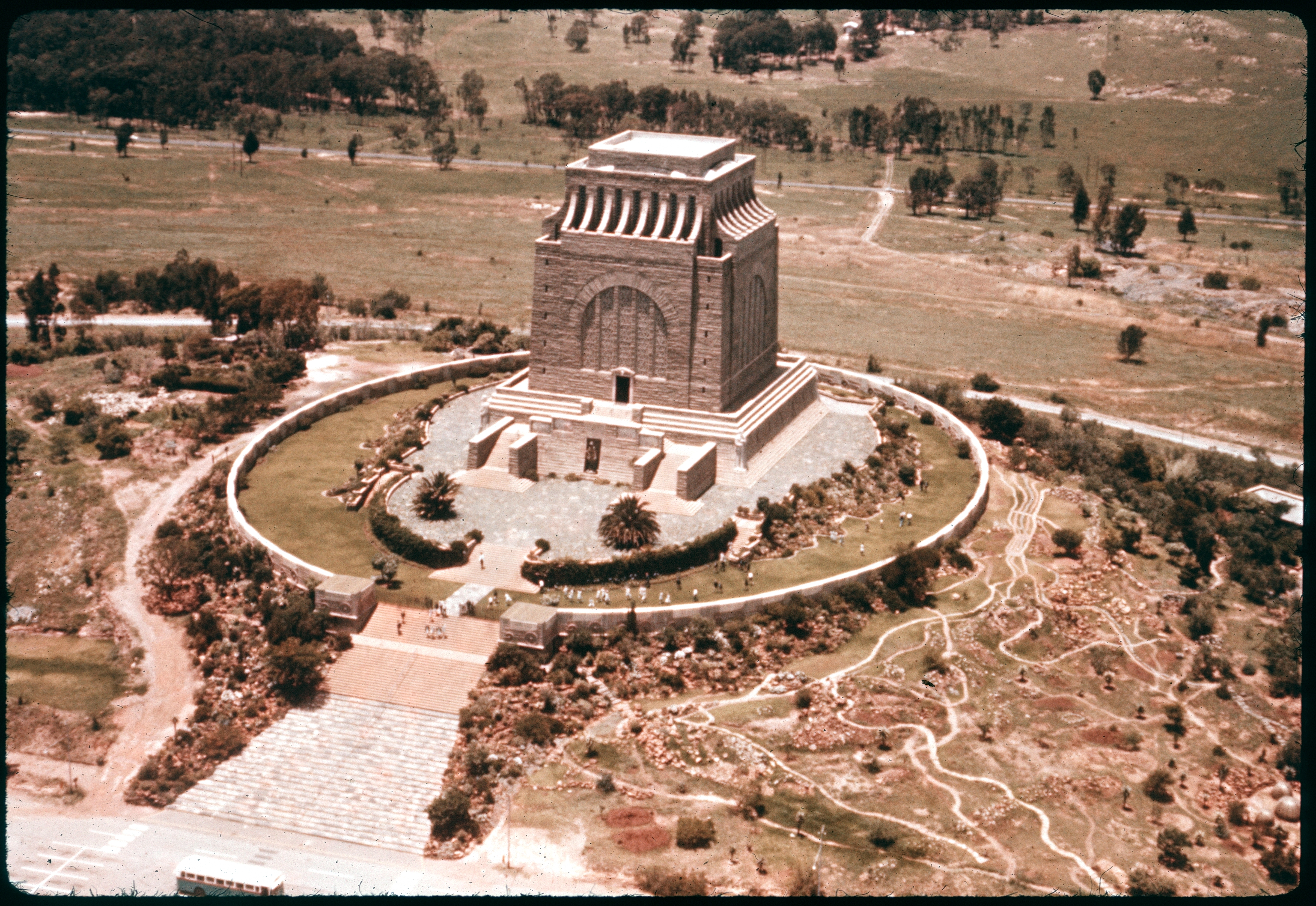
Vue aérienne du Monument en 1962

Dans les années 1930, les Afrikaners ont gagné en influence et gouvernent l'Afrique du Sud avec les blancs anglophones. Leur élite politique et institutionnelle veut néanmoins symboliser leur histoire, affirmer leur place dans la construction du pays et consacrer leur supériorité culturelle sur les autres populations du pays, que ce soit les sud-africains blancs anglophones et les populations de couleurs. Comme pour le Nasionale Vrouemonument à Bloemfontein, il s'agit aussi pour les élites intellectuelles de rétablir la confiance des Afrikaners en leur destin, en ravivant le souvenir de leurs heures glorieuses, avant la défaite face aux Britanniques, alors que la Grande Dépression, les périodes de sécheresse à répétition ont encore aggravé la situation des populations afrikaners des classes sociales blanches les plus défavorisées. L'intensification des difficultés économiques a ainsi poussé un nombre croissant de métayers et de fermiers afrikaners à rechercher un travail en villes). Mal qualifiés, ils sont confrontés à la concurrence d'immigrants blancs qualifiés et à des travailleurs noirs non qualifiés, prêts à travailler pour des salaires très bas. Une enquête de la Commission Carnegie de la fin des années 1920, avant même que la Grande Dépression n'ait produit ses effets, soulignait qu'une grande partie des Afrikaners étaient dans une situation économique difficile(« environ 17,5 % de familles « très pauvres » soit quelque 300 000 personnes). Ainsi, au moment des célébrations du centenaire du Grand Trek, le révérend John Daniel Kestell (1854-1941) appelait à  sauver les descendants de Voortrekkers de la pauvreté, qu'elle soit économique, morale et spirituelle.
Dans ce contexte, la conception d'un monument commémoratif de l'histoire des Afrikaners fut attribué à l'architecte Gerard Moerdijk qui, assisté par une équipe de quatre sculpteurs pour la fresque intérieure et les statues d'angle, va créer un mémorial commémorant le Grand Trek, cet évènement central de l'histoire des Afrikaners.

## Architecture

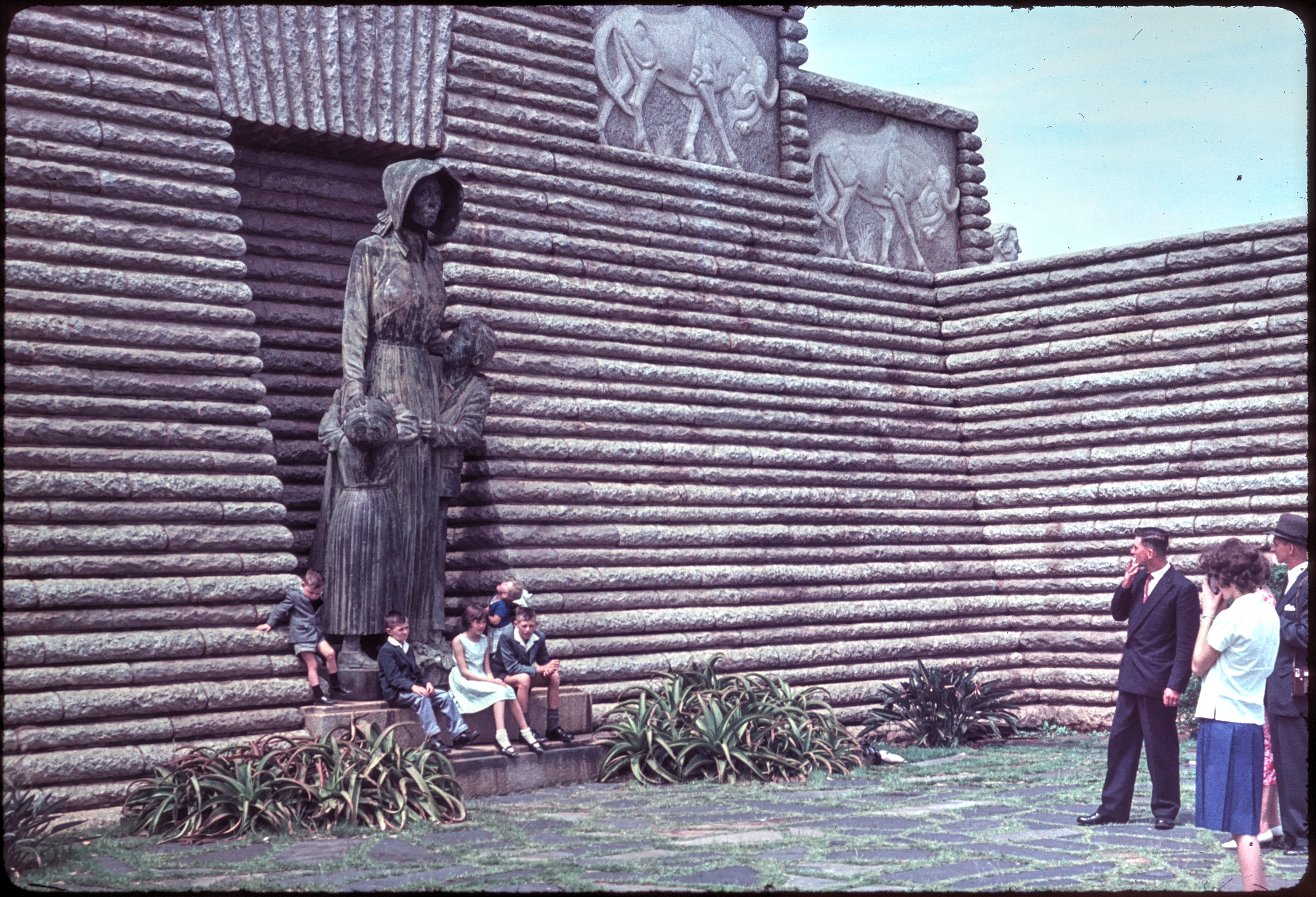
La statue de la femme voortrekker et de ses enfants (en 1962)

Combinant le style art déco et le Style « paquebot », le monument, conçu par l'architecte sud-africain Gerard Moerdijk, compte plus de 60 000 blocs de pierre, est haut de 41 m et repose sur une base de 40 m x 40 m,. Sa construction fut en grande partie supervisée par Cornelius Pretorius. Moerdijk aurait puiser son inspiration auprès de certains monuments européens comme le Dôme des Invalides en France, le Volkerschlachtdenkmal en Allemagne, ainsi qu'auprès de l'Égypte antique.
Pour arriver au portail du monument, il faut d'abord grimper 299 marches.
La statue en bronze de la femme boer et de ses deux enfants de quatre mètres de hauteur et de 2,5 tonnes, située à la base du monument au centre de la façade principale (la façade nord), a été conçue par Anton van Wouw en 1938 (ce fut sa dernière commande publique) et réalisée par la fonderie de Renzo Vignali. Il s'agit de la première sculpture publique sud-africaine  coulée d'une seule pièce en bronze. Les modèles furent Cato Roorda (1919-2009) ou Isabel Snyman pour la femme, Bettie Wolk pour la fille et Joseph Goldstein pour le garçon. La femme boer est représentée debout, portant le regard au loin, le visage protégé par une coiffe (kappie) à larges bords, tandis que les enfants, tournés vers elle, tirent sur sa longue jupe pour y trouver du soutien et du réconfort. Quatre bas reliefs, réalisés par Ernst Ullman (1900-1975), représentant des gnous tournés vers l'extérieur, symbolisant le danger (en l’occurrence s'éloignant), sont placés en hauteur sur le mur, de chaque côté de la statue.
Situées aux quatre angles du monument, les quatre statues en granit des chefs voortrekkers, mesurant chacune 5,5 mètres de hauteur pour un poids de 6 tonnes, ont été conçues par Frikkie Kruger puis ciselées sur site et terminées par Hennie Potgieter.
Le mur d'enceinte, où sont représentés 64 chariots en laager, est composé d'un mélange de morceaux de marbre blanc de Marble Hall, de ciment blanc importé d'Amérique et de morceaux de granit bleu du Namaqualand. Les fondations du mur de laager furent posées en mars 1949 et le premier chariot réalisé durant le même mois. Il fut conçu par Frikkie Kruger et réalisé par la firme italienne Lupini de Johannesburg. Chaque chariot mesure 4,6 mètres de long et 2,7 mètres de haut. La longueur totale du mur de laager est de 313 mètres.

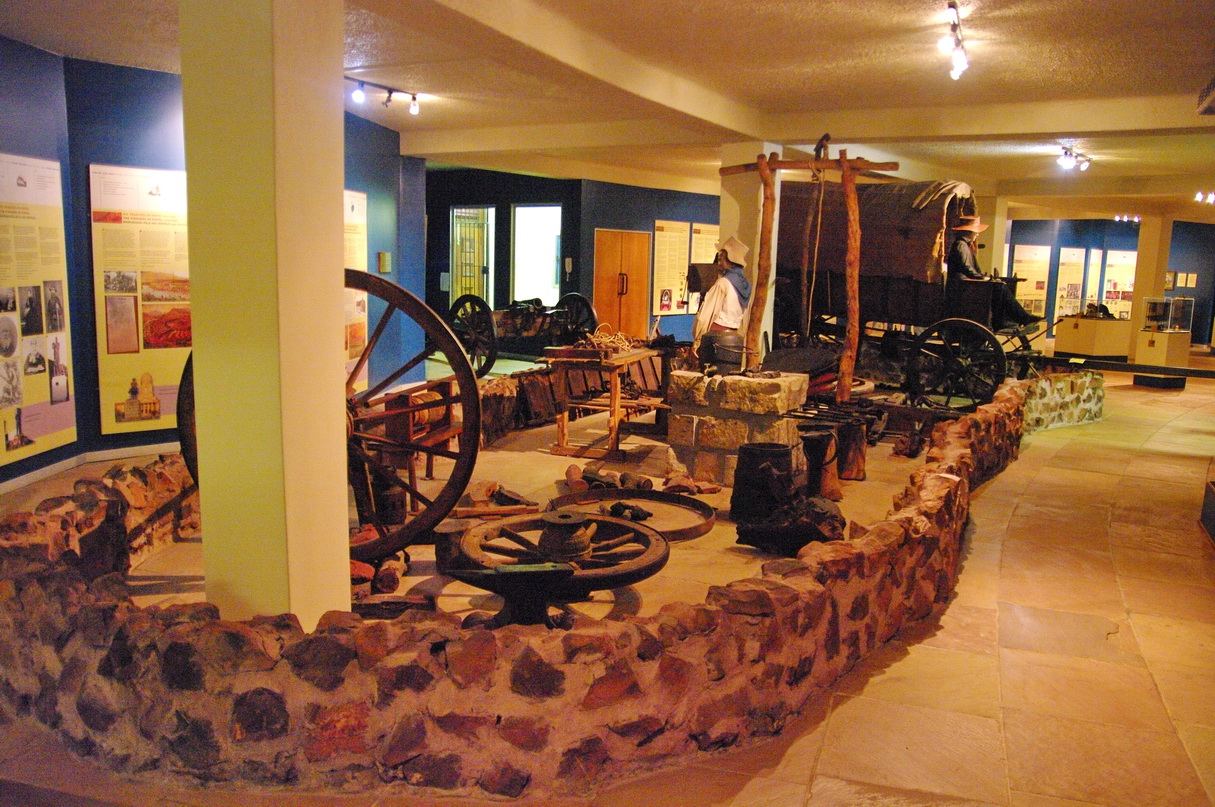
Musée situé au sous-sol du monument, au niveau du cénotaphe

La frise intérieure en marbre, située dans le grand hall du monument (25 m x 25 m), est composée de 27 panneaux retraçant l'épopée des Voortrekkers. Elle mesure 92 m de long sur 2,3 m de hauteur pour un poids de 180 tonnes. C'est la plus grande frise en marbre au monde. Elle a été conçue par Frikkie Kruger, Laurika Postma, Hennie Potgieter et Peter Kirchoff et réalisée en Italie dans les ateliers de Romano Romanelli d'abord sous sa supervision directe puis sous celle de Postma et de Potgieter.
Au sous sol du monument (niveau où est situé un cénotaphe), accessible par un escalier, se trouve une grande salle pavoisée aux couleurs des républiques boers, où sont présentés et exposés, au travers de divers objets, peintures (notamment une huile sur toile de 1949 de J.H Pierneef) et artefacts, l'histoire, la vie des Voortrekkers et la construction du monument.
Un large amphithéâtre de 20 000 places a été aussi construit au nord-est du monument.

## Symbolisme

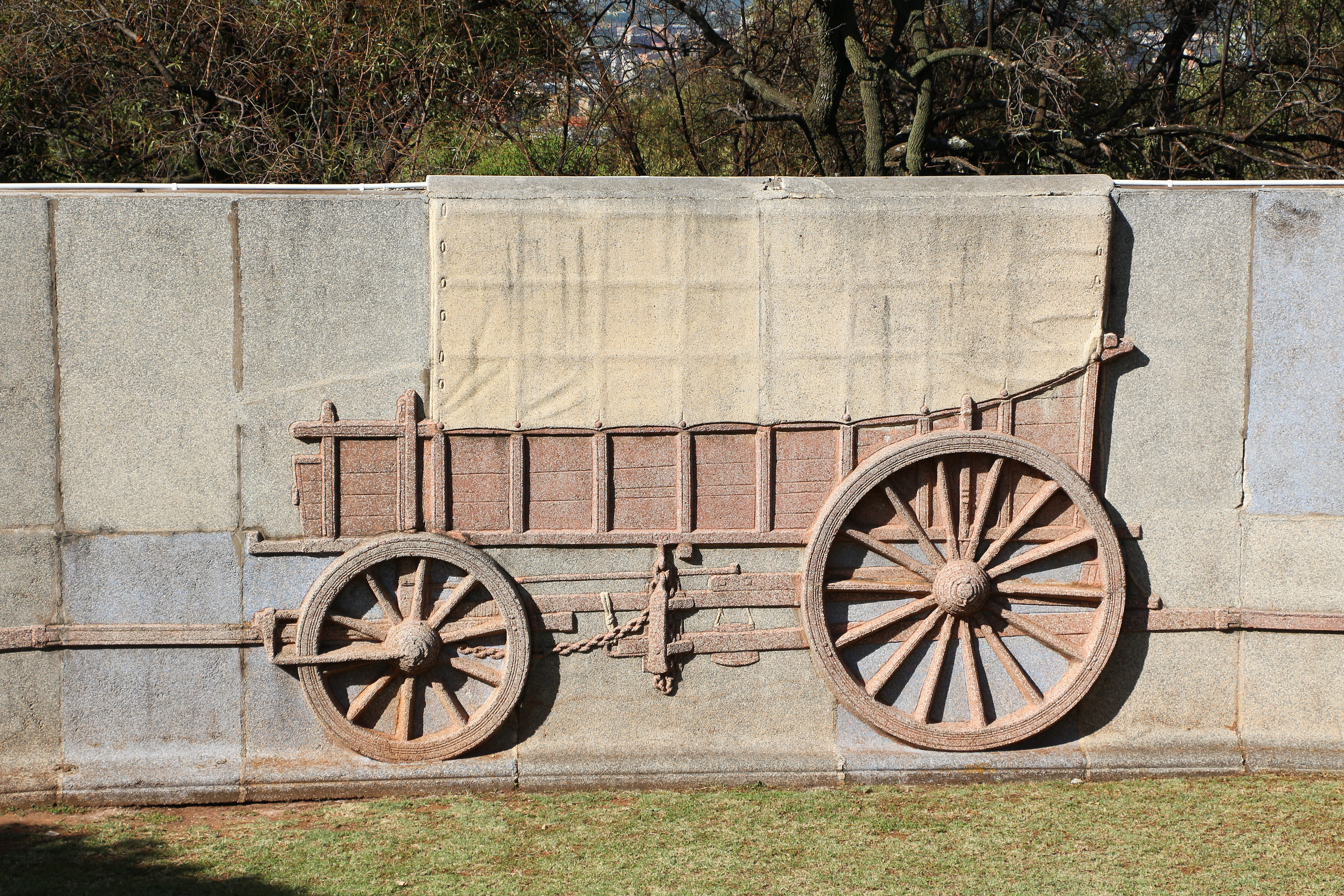
Bas-relief d'un chariot à bœufs.

Situé sur une colline, face à celle où sont situées les Union Buildings, le siège du gouvernement d'Afrique du Sud d'où il est visible (comme un rappel permanent pour les gouvernants du pays), Le monument Voortrekker est un sanctuaire monumental dédié au Grand Trek, à la bataille de Blood River et à ses dirigeants. Pour son architecte, Gerard Moerdijk, le monument doit servir de mémorial pendant mille ans et plus, afin d'expliquer à la postérité l'histoire et la signification du Grand Trek. L'objectif symbolique du monument est de souligner l'héroïsme et la domination culturelle des Afrikaners en Afrique du Sud, et ce, en dépit d'une défaite désastreuse intervenue au début du XXe siècle, face aux Britanniques (la seconde guerre des Boers) qui les avaient privés de leurs républiques boers indépendantes.
Les principaux chefs du Grand Trek sont représentés aux quatre angles du monument par des grandes sculptures en granit volontairement imposantes pour accentuer leur héroïsme. Ces quatre statues surélevées, qui représentent Piet Retief, Andries Pretorius, Hendrik Potgieter et un Voortrekker inconnu, pour symboliser tous les Voortrekkers, forment ainsi une garde d'honneur symbolique. Chacun, vêtu du costume typique du Voortrekker composé d'une veste courte boutonnée et d'un pantalon bouffant jusqu'à la cheville, tient un fusil entre ses mains.

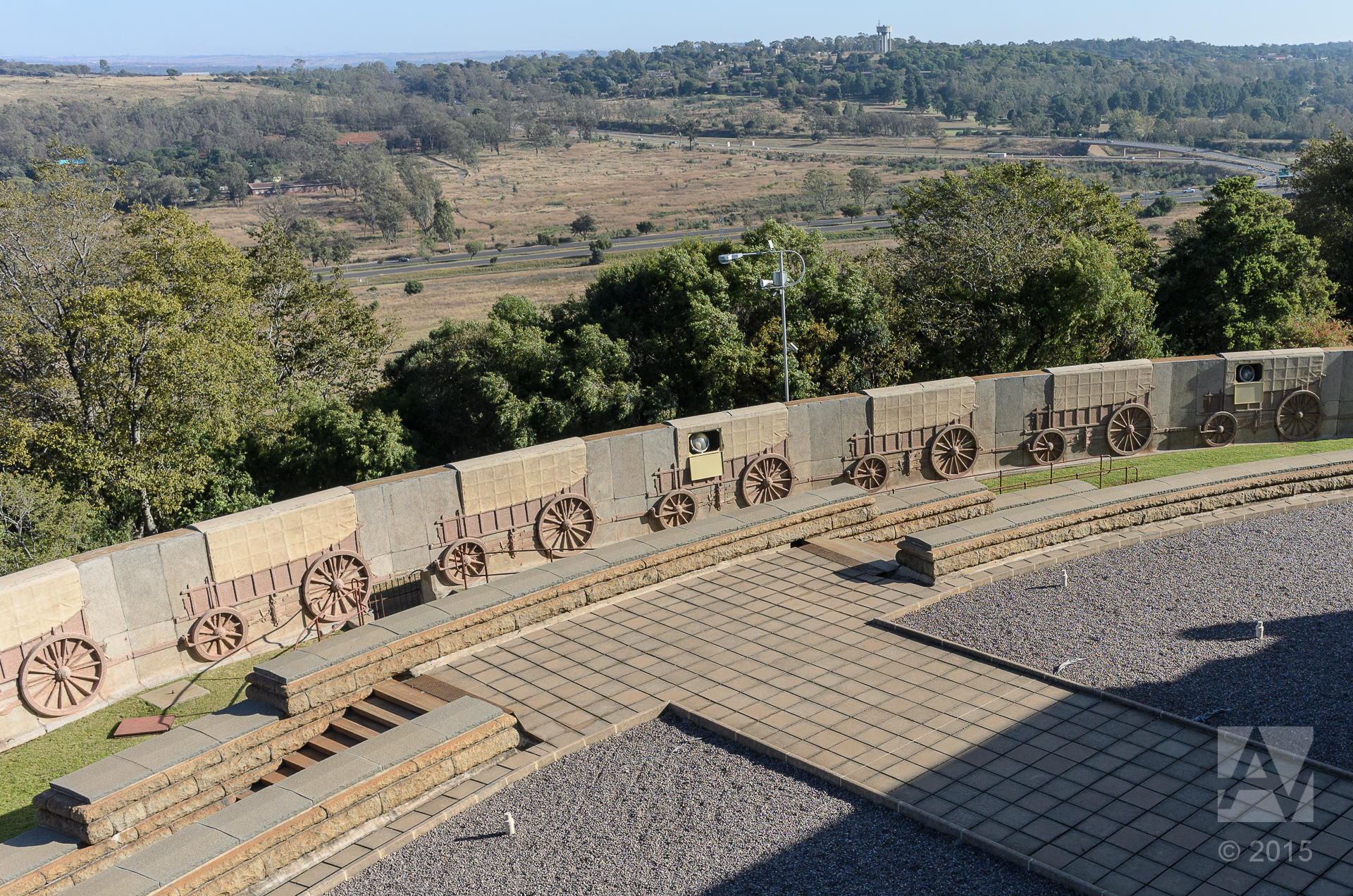
Le laager.

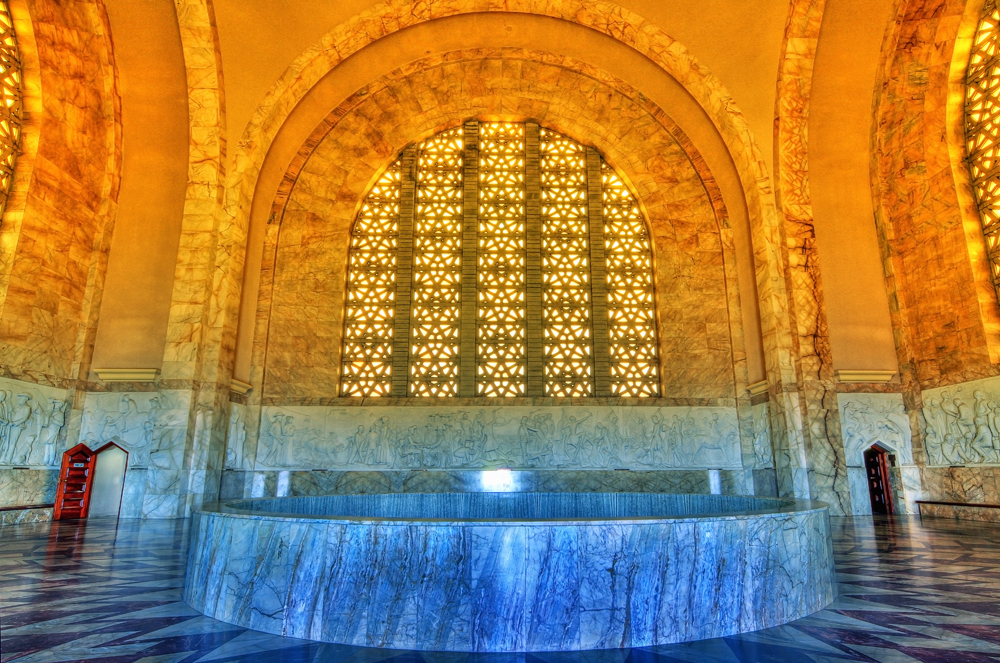
Hall intérieur où est située la fresque

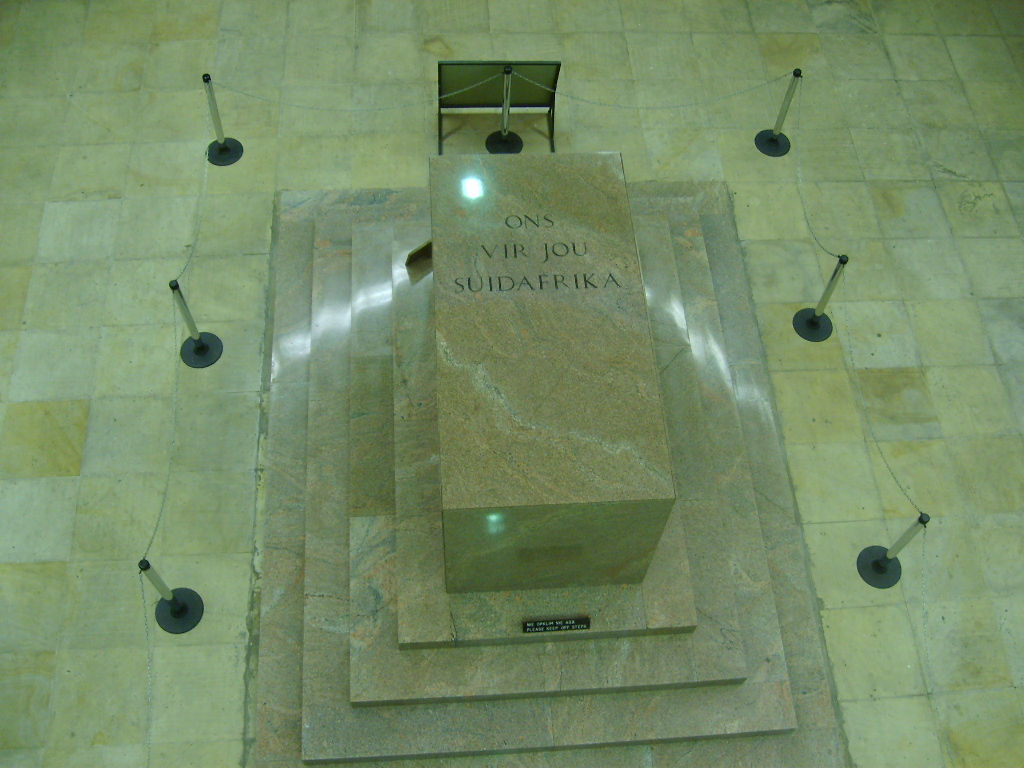
L'inscription Ons vir Jou Suid Afrika sur le cénotaphe

Un cercle de 64 chars à bœufs protège symboliquement le monument. Il s'agit du même nombre de chariots que ceux du laager (technique défensive consistant à ranger les chariots en cercle) formé par les boers lors de la bataille de Blood River.
La statue de la femme et de l'enfant rend hommage à la femme Voortrekker et à son rôle pendant le Grand Trek. Elle symbolise aussi le christianisme et la culture que les femmes maintinrent durant toute cette période tandis que les gnous figurent à la fois le danger et les guerriers du roi zoulou Dingane. Plus particulièrement, la femme fait office de mère de la nation (Volksmoeder) sud-africaine, celle-ci étant entendue comme afrikaner.
Au portail, les sagaies représentent le pouvoir de Dingane.
À l'intérieur du monument, le grand hall au centre du monument est recouvert d'un sol à motifs en zigzag, symbolisant l'eau et la fertilité. La fresque intérieure, qui figure tout autour des murs de ce hall, présente le grand trek sous forme de récit chronologique. Elle met en exergue le triomphe des Afrikaners face à l'adversité qu'ils ont rencontrée, que ce soit celle des autorités coloniales du Cap ou celle des chefs bantouphones et de leurs guerriers. Les hommes voortrekkers sont représentés portant des vêtements de style européen (longs manteaux, nœuds papillon, hauts-de-forme ou chapeaux à large bord). Ils se distinguent des autres hommes européens représentés qui sont des soldats britanniques et portugais portant des décorations sur leurs uniformes. Quant aux populations noires, elles sont essentiellement représentées dévêtues et armées de lance, dans une position souvent belliqueuse et désordonnée, face notamment à des Boers bien ordonnés. Les chefs africains se démarquent aussi de leurs guerriers en étant représentés avec des ornements et des coiffes, de même que les employés de couleur des Boers, qui apparaissent vêtus de chemises et de pantalons amples et tissés. Les femmes voortrekkers sont représentées généralement correctement vêtues, coiffées de leur ample bonnet traditionnel, soutenant les hommes et leurs maris, les stimulant quand ils sont découragés ou effectuant des travaux domestiques ou agricoles, voire participant aux combats contre les guerriers Ndébélés. Des femmes noires n'apparaissent que dans un seul des vingt-sept panneaux, en tant qu'épouses de Dingane, vêtues de colliers, de ceintures et de petits tabliers. Enfin, le mobilier et les wagons des voortrekkers sont particulièrement détaillés.
Le récit de la fresque ne se termine pas cependant par le triomphe sur les Zoulous mais par le départ des Voortrekkers du Natal, contraints de se retirer après l'occupation britannique, et par la signature de la convention de Sand River où les Britanniques reconnaissent l'indépendance du Transvaal.
Au centre du monument, un cénotaphe symbolise le tombeau de Piet Retief et tous les Voortrekkers morts pendant le Grand Trek. Sur ce cénotaphe est gravée la dernière ligne du premier couplet de l'hymne Die Stem van Suid-Afrika et serment d’allégeance des Afrikaners : Ons vir Jou Suid Afrika ("Nous pour toi, Afrique du Sud"). Tous les 16 décembre (jour de la victoire à Blood River), cette inscription est éclairée par la lumière naturelle du soleil qui parvint par un orifice au sommet du dôme. Ce rayon de soleil symbolise la grâce que Dieu répandit sur le travail et les espoirs des Voortrekkers.
Enfin, par sa localisation sur une colline, l'énorme monument de granit peut-être vu de la plupart des quartiers de Pretoria afin d'être un rappel aux Afrikaners de leur héritage.

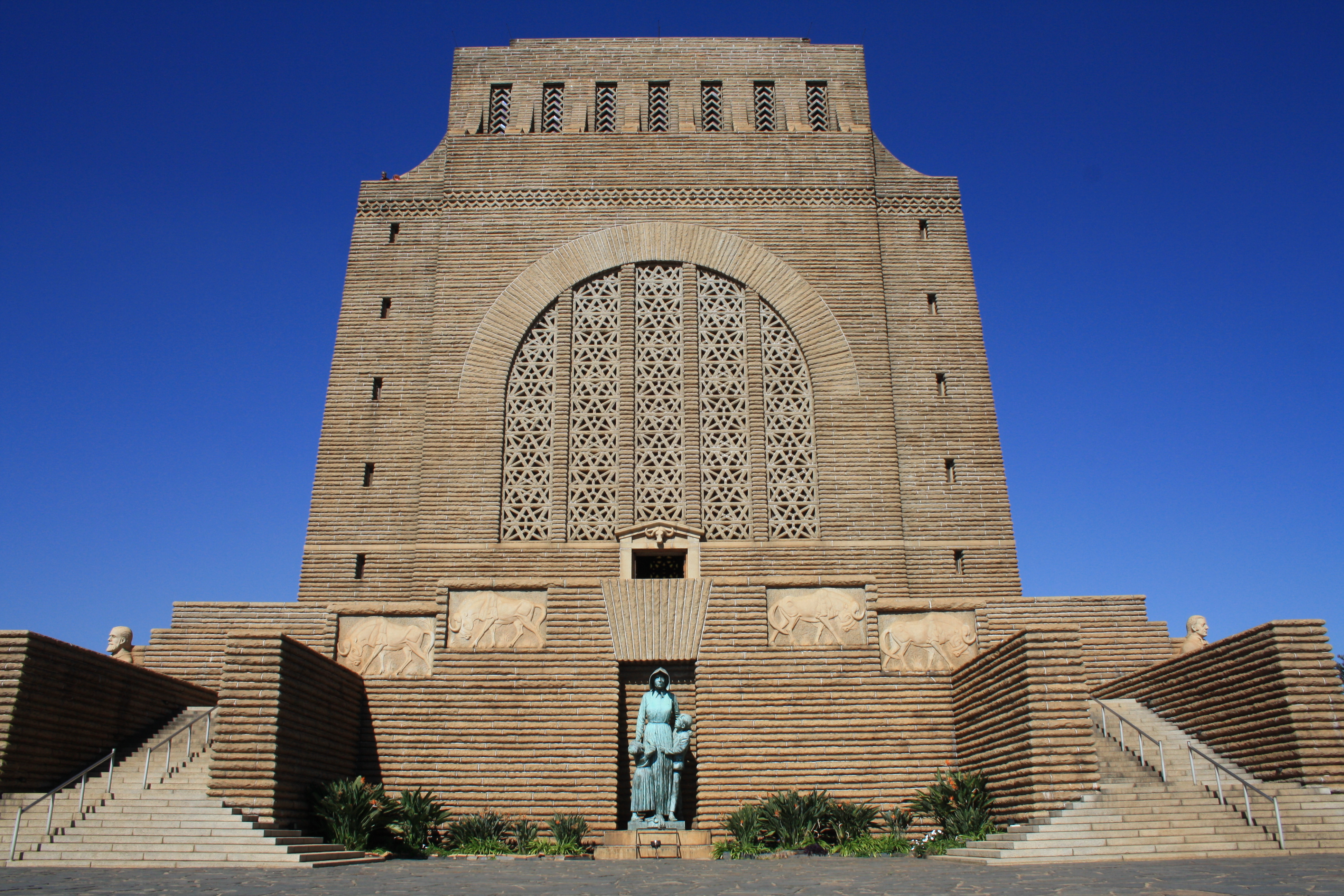
Façade principale avec la statue de la femme vooortrekker et de ses enfants
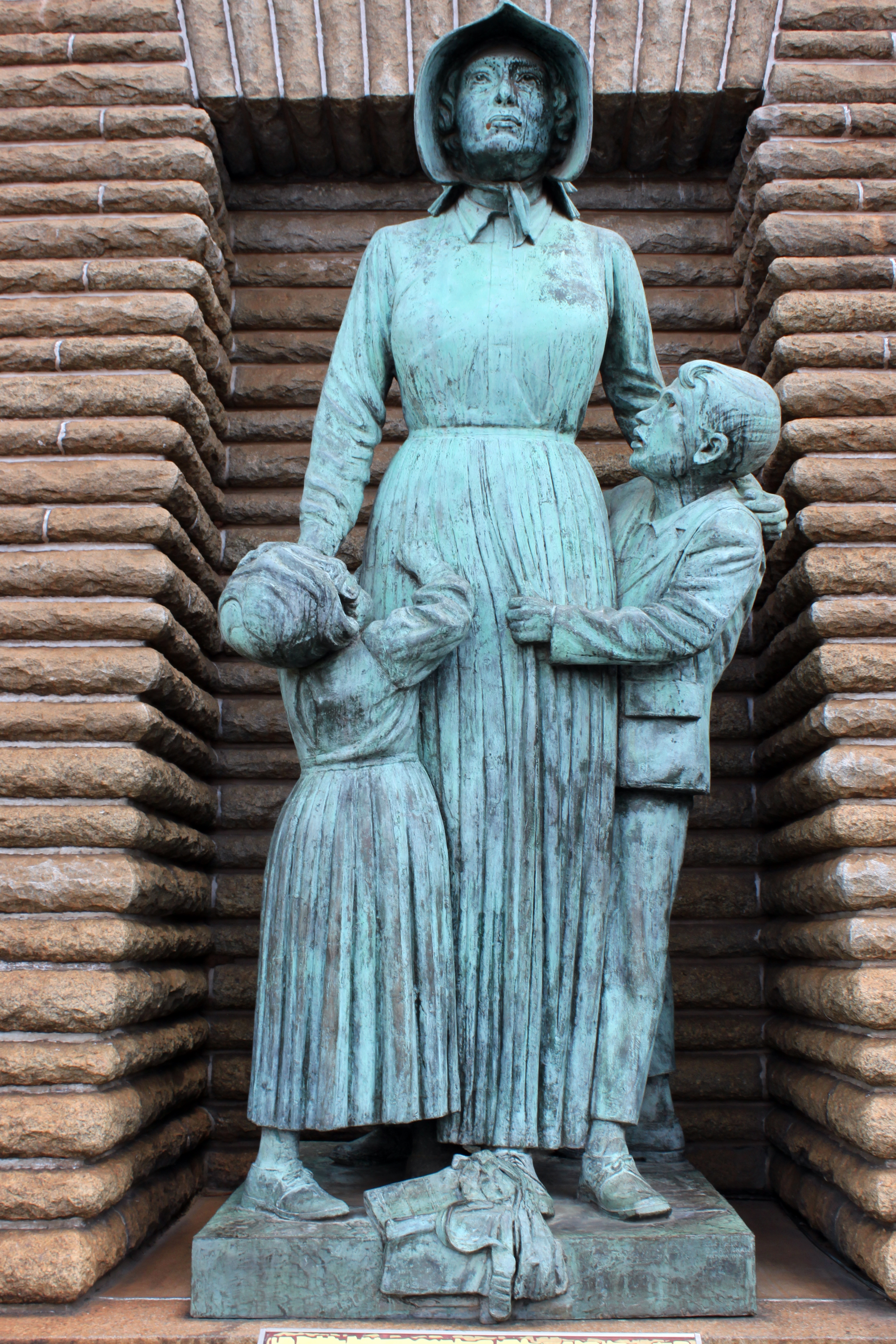
Statue de la femme voortrekker et de ses enfants
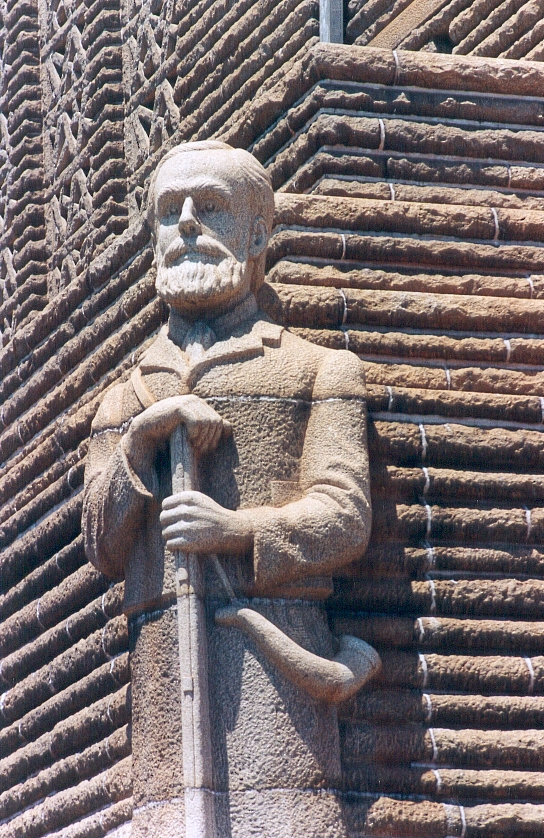
Statue de Piet Retief
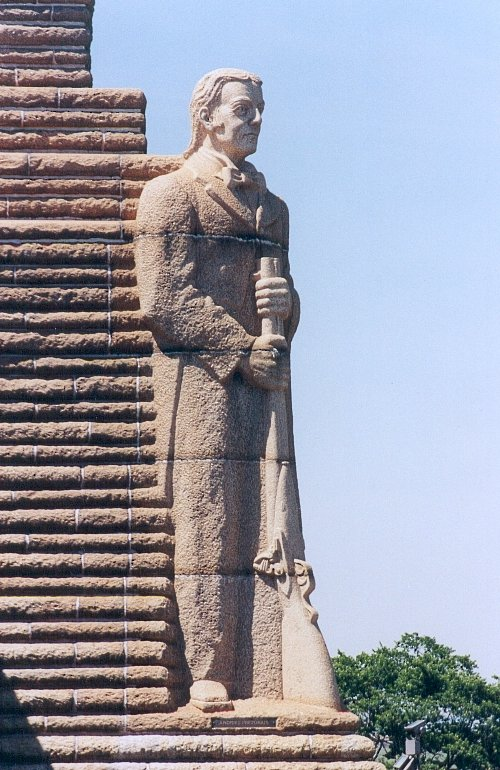
Statue d'Andries Pretorius
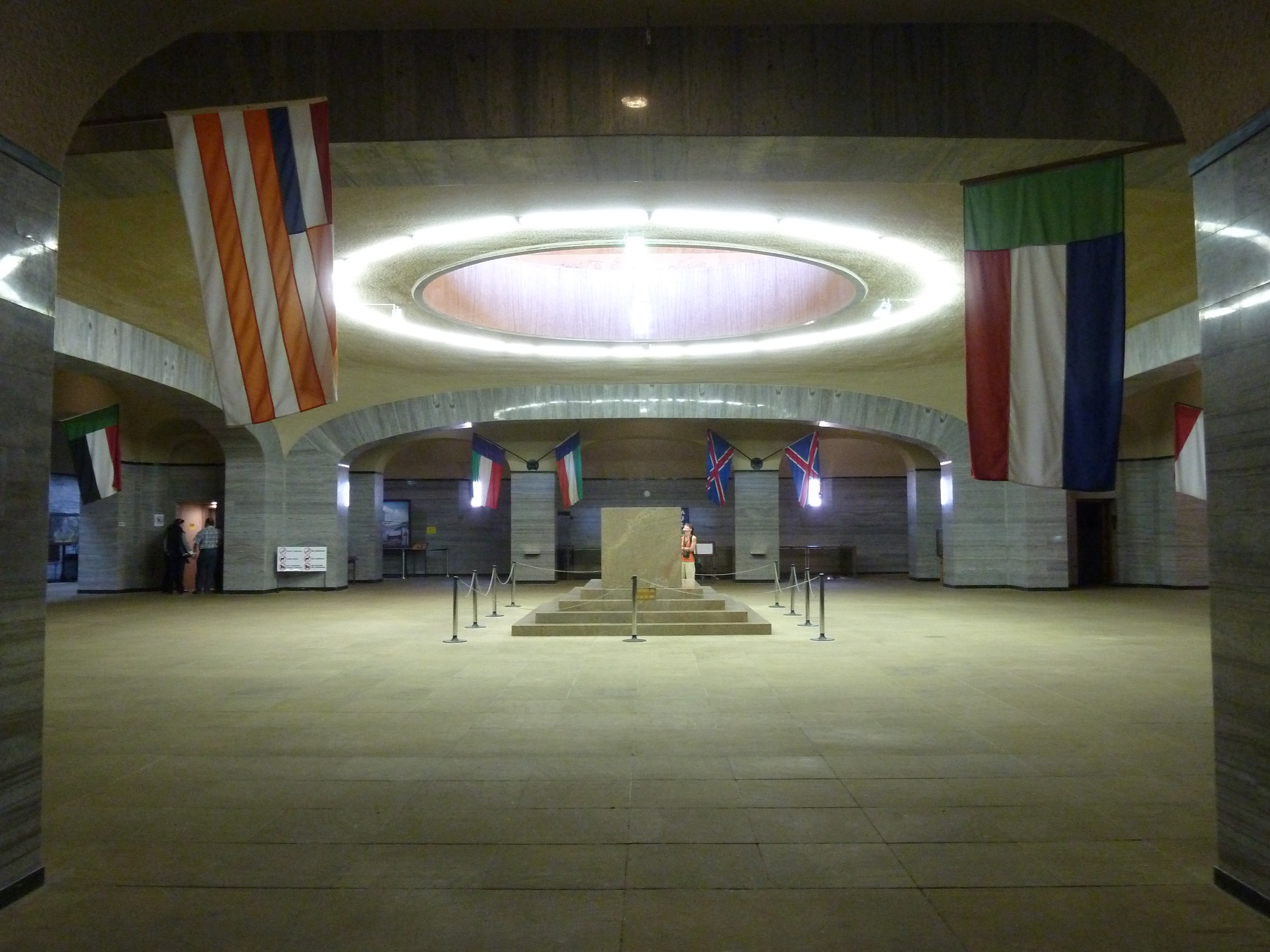
Le sous-sol où se situe le cénotaphe
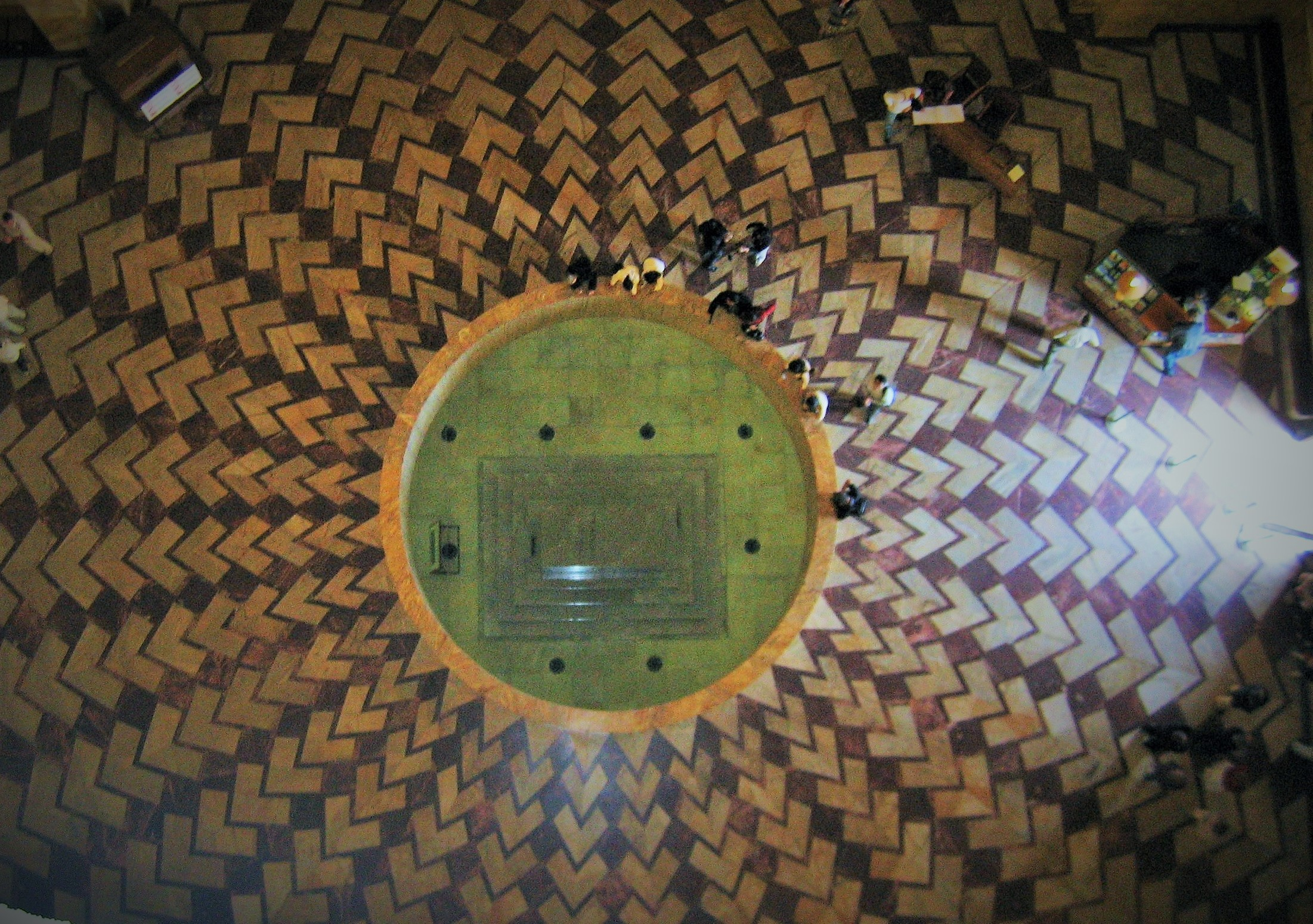
Pavement du monument

### Description de la fresque

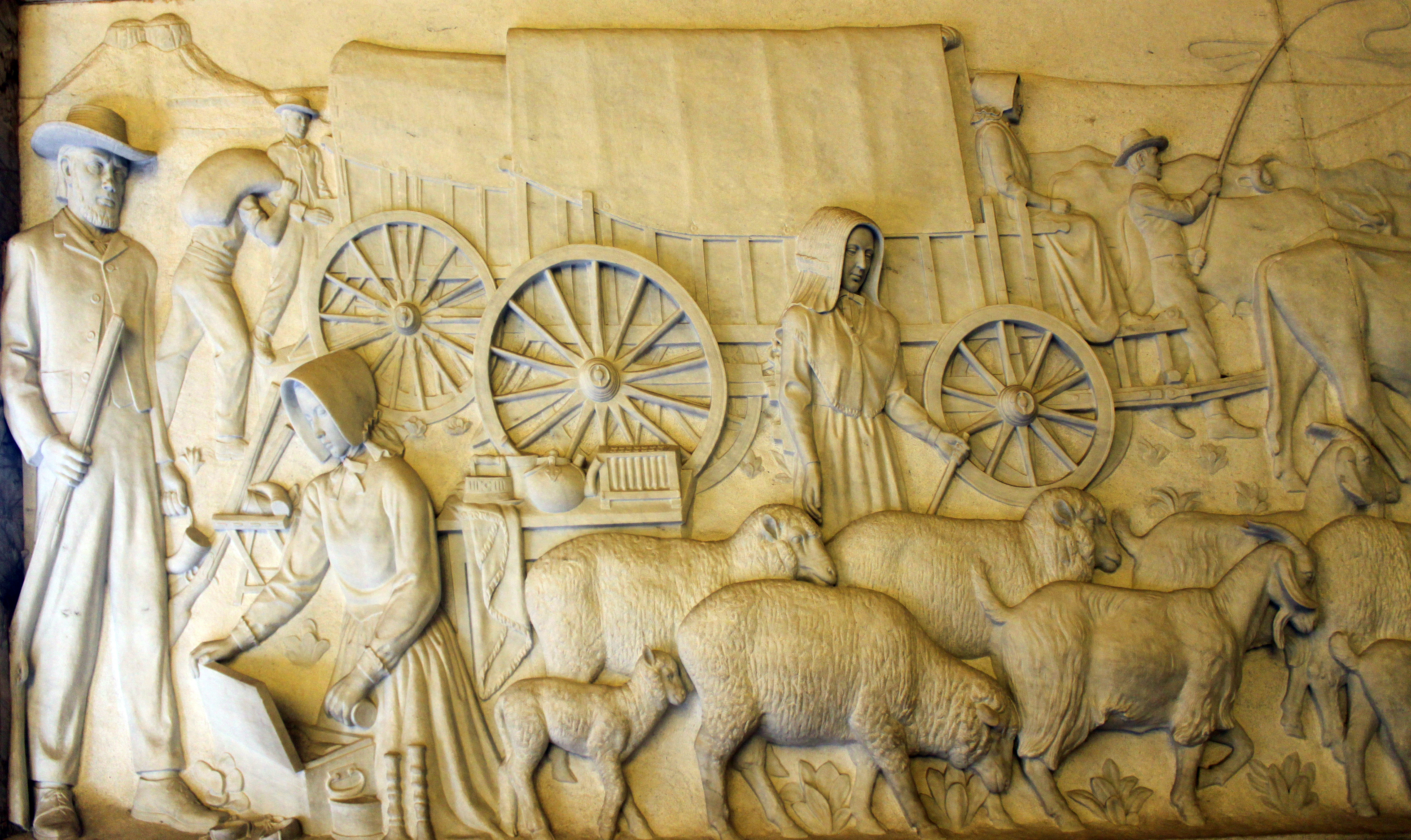
Scène 1 représentant le départ des Voortrekkers.

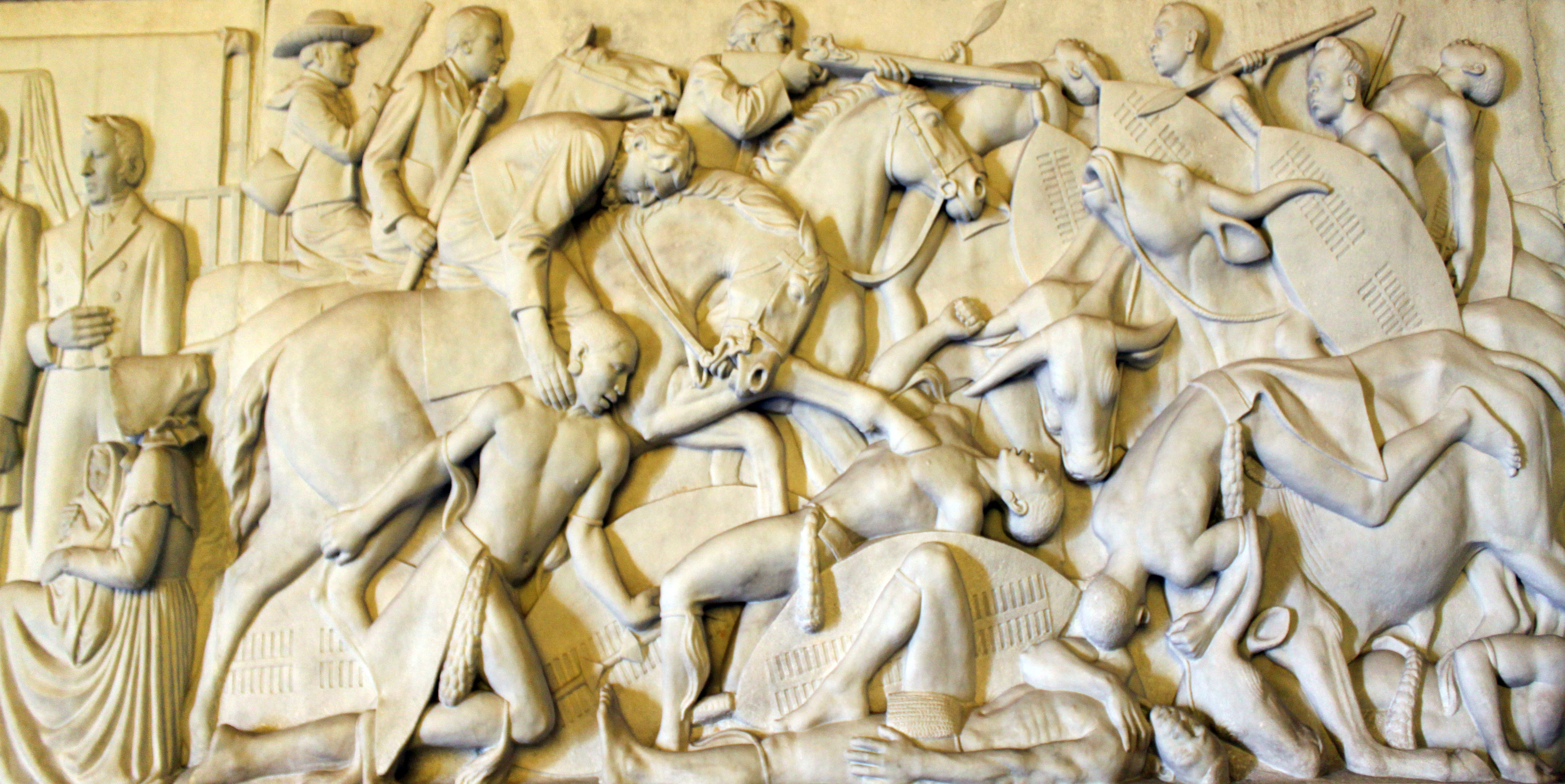
Scène 7 : bataille de Gabeni.

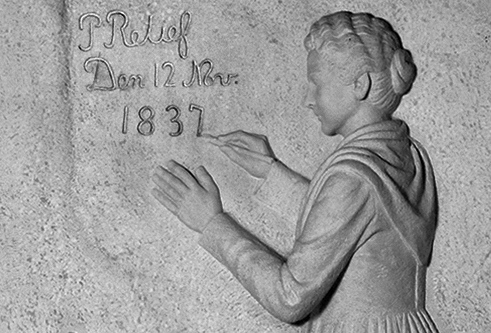
Scène 10 : Deborah Retief inscrit le nom de son père et sa date d'anniversaire sur un rocher de Kerkenberg

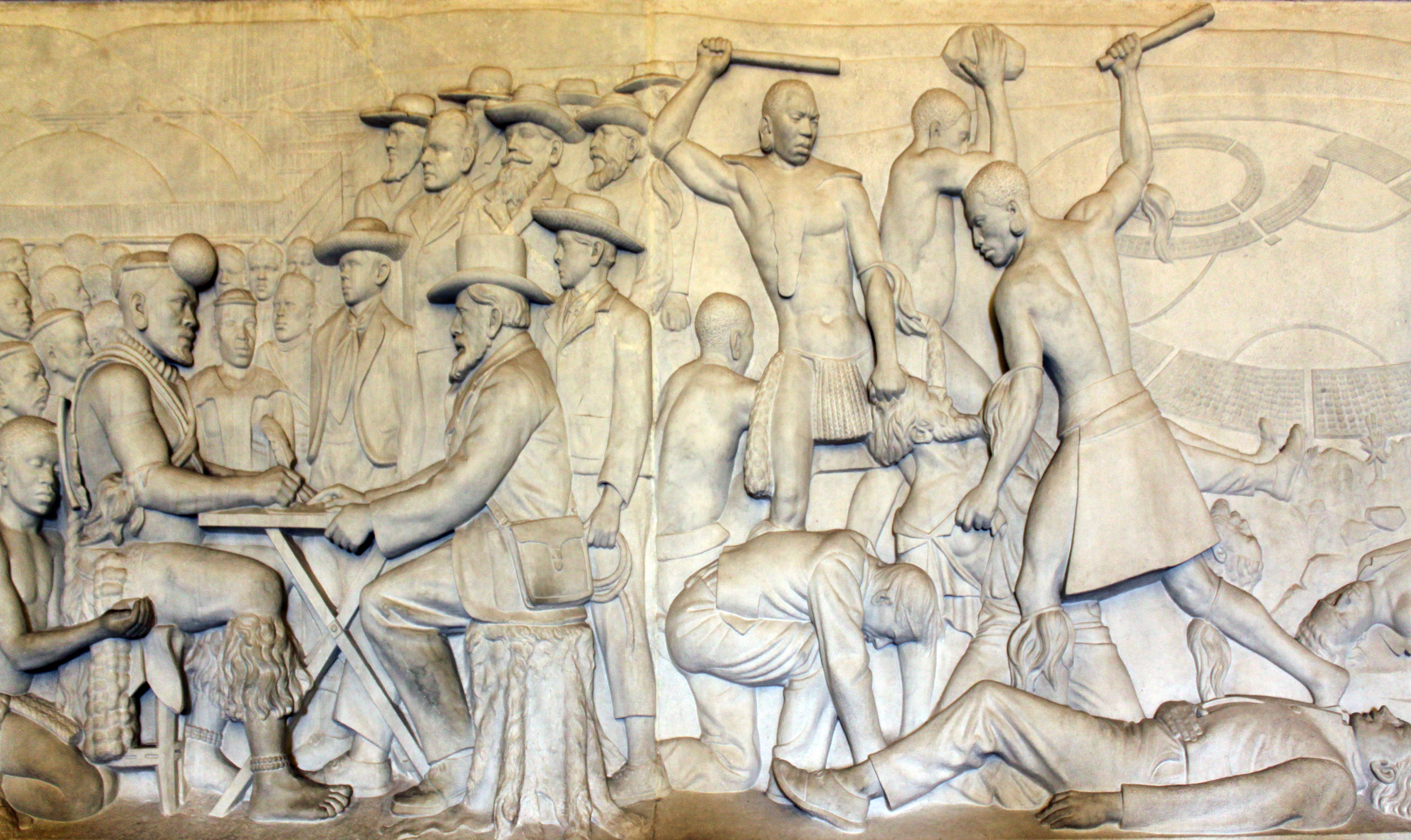
Scène 12 représentant la signature du traité entre Piet Retief et le roi Dingane et scène 13 illustrant le massacre des compagnons de Retief

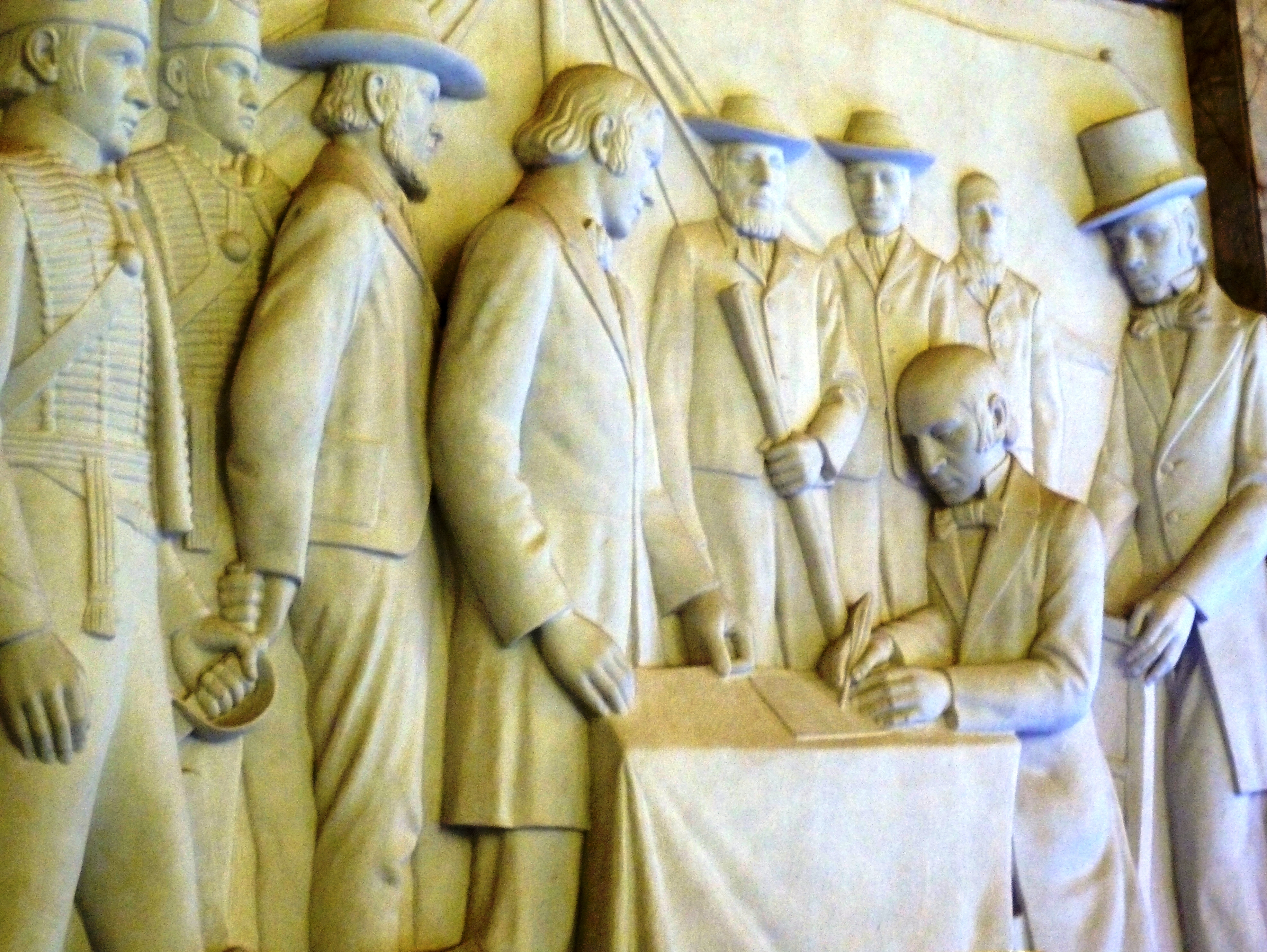
Scène 27 : signature du traité de Sand River.

La fresque intérieure en marbre retrace sur 92 m de long et 27 scènes l'histoire des Voortrekkers.
- Scène 1 : Elle représente les voortrekkers de Grahamstown et de Graaff Reinet en 1835, en train de charger leurs différents biens (de l'outillage aux instruments de musique) à bord de chars à bœufs. Trois des sculpteurs de la fresque prêtent leurs traits aux personnages représentés (Peter Kirchoff, Frikkie Kruger et Hennie Potgieter)[12].
- Scène 2 : des colons anglais offrent une bible à Jacobus Uys, l'un des chefs voortrekkers[12].
- Scène 3 et 4 : Représentation de Louis Tregardt et de ses compagnons dans le Soutspanberg puis de son arrivée dans la baie de Delagoa à Lourenço Marquès
- Scène 5 : Bataille de Vegkop : Attaque du groupe d'Hendrik Potgieter par les Ndébélés. Le jeune Paul Kruger, alors âgé de 11 ans, figure au milieu de la scène. Plusieurs descendants des voortrekkers et d'Hendrik Potgieter ainsi que l'arrière-petit-fils de Kruger prêtèrent leurs traits aux personnages[12].
- Scène 6 : Piet Retief élu gouverneur des Voortrekkers est assermenté par le révérend Erasmus Smit (1837)
- Scènes 7 et 8 : Bataille de eGabeni (1837) suivi des négociations entre les Voortrekkers et Moroka, le chef des Rolongs
- Scènes 9 et 10 : Illustration de la vie des familles Voortrekkers. Retief leur rapporte que Dingane serait prêt à négocier des terres au Natal. Deborah Retief inscrit le nom de son père et sa date d'anniversaire sur un rocher de Kerkenberg (inscription préservée jusqu'à ce jour)[12].
- Scène 11 : Traversée des montagnes du Drakensberg vers le Natal
- Scène 12 : Piet Retief et le roi Dingane signent le traité (février 1838). Le fils de Retief est représenté à côté de son père et le roi, entouré de ses conseillers à genoux derrière lui.
- Scène 13 : Massacre de Retief et de ses hommes. Retief est représenté empoigné par des Zoulous, assistant au massacre de ses hommes et de son fils[12].
- Scènes 14 et 15 : Massacre de Weenen (Bloukrans, nuit du 17 février 1838). Représentation de la mort des femmes et enfants boers, tués à coups de sagaies tandis que des femmes (Heila et Fea Robertse, Thérésa Viglione) parviennent à s'enfuir et à alerter d'autres groupes voortrekkers[12].
- Scène 16 : Dirkie Uys défend vainement son père Piet Uys contre un assaut zoulou à Italeni.
- Scènes 17 et 18 : Marthinus Oosthuizen sauve un groupe voortreekker assiégé à Bloukrans. Les femmes boers encouragent les hommes à persévérer et à se battre (hommage au rôle central des femmes qui épaulèrent et apportèrent un soutien moral indéfectible aux hommes). Laurika Postma servit de modèle pour l'un des personnages.
- Scènes 19 et 20 : Arrivée d'un nouveau chef, Andries Pretorius qui réorganise et motive les Voortrekkers à Skietdrift, au bord du fleuve Tugela. Prestation de serment sous la direction de Sarel Cilliers, représenté juché sur un canon. Des descendants de voortrekkers servirent de modèles pour les traits des personnages[12].
- Scène 21 : Bataille de Blood River
- Scène 22 : Construction à Pietermaritzburg de l'église promise dans le serment. Gerard Moerdijk, architecte du monument, servit de modèle au personnage principal de la scène[12].
- Scène 23 : scène de vie. Les femmes cultivent la terre et défendent les camps quand les hommes sont partis dans leurs commandos.
- Scènes 24 et 25 : Mpande devient roi des Zoulous avec le soutien de Pretorius et des Voortrekkers qui le saluent avec leur chapeau. Assassinat de Dingane (1840) par les Swazis.
- Scène 26 : Les Voortrekkers quittent le Natal après l'occupation anglaise (1843). Le panneau illustre la traversée du Drakensberg avec le mont aux Sources à l'arrière-plan.
- Scène 27 : Signature du traité de Sand River entre les Britanniques et Andries Pretorius pour les Voortrekkers (1852). Indépendance reconnue du Transvaal. Fin du grand Trek.

## Historique

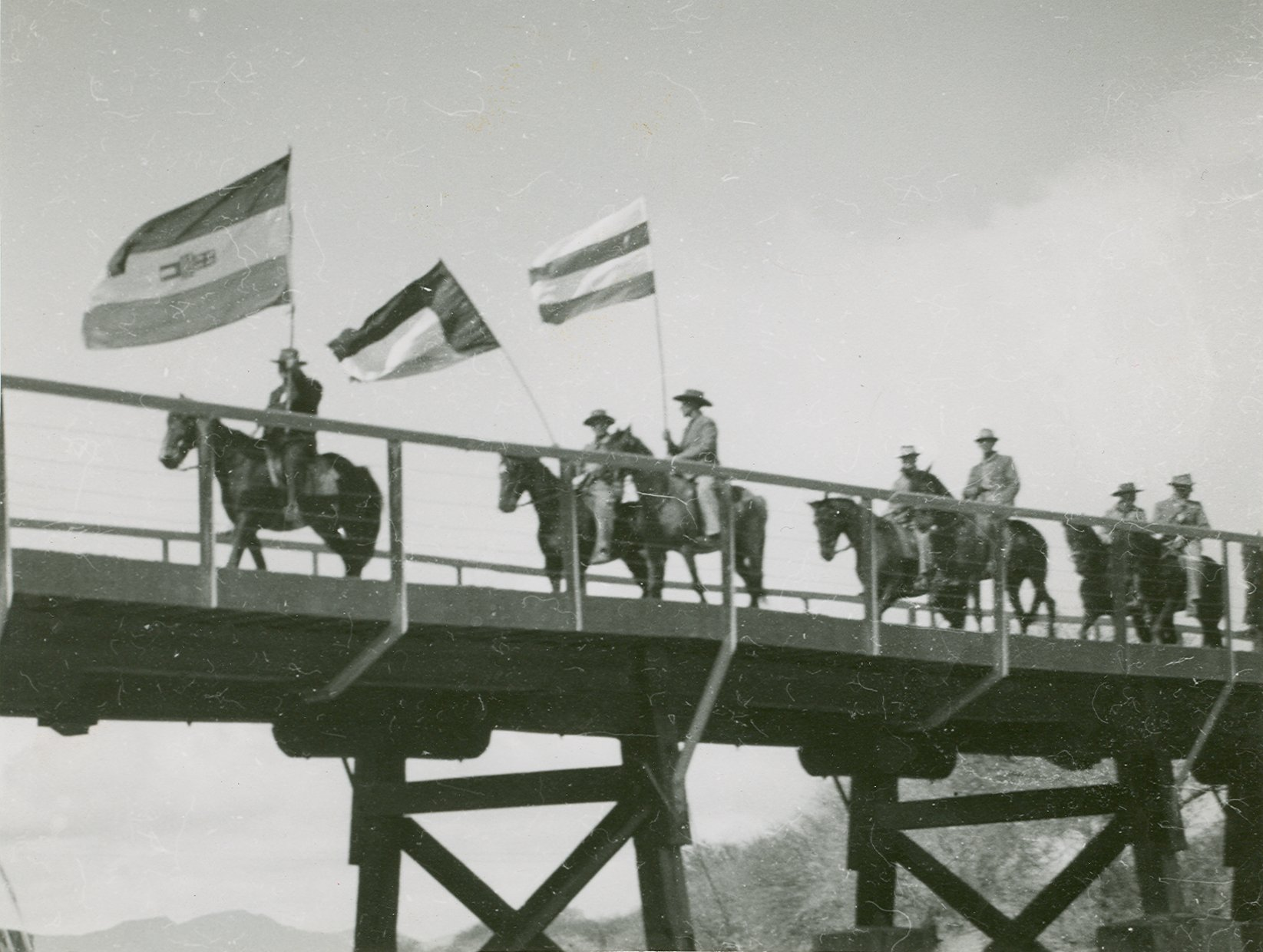
Festivités du centenaire du Grand Trek en 1938

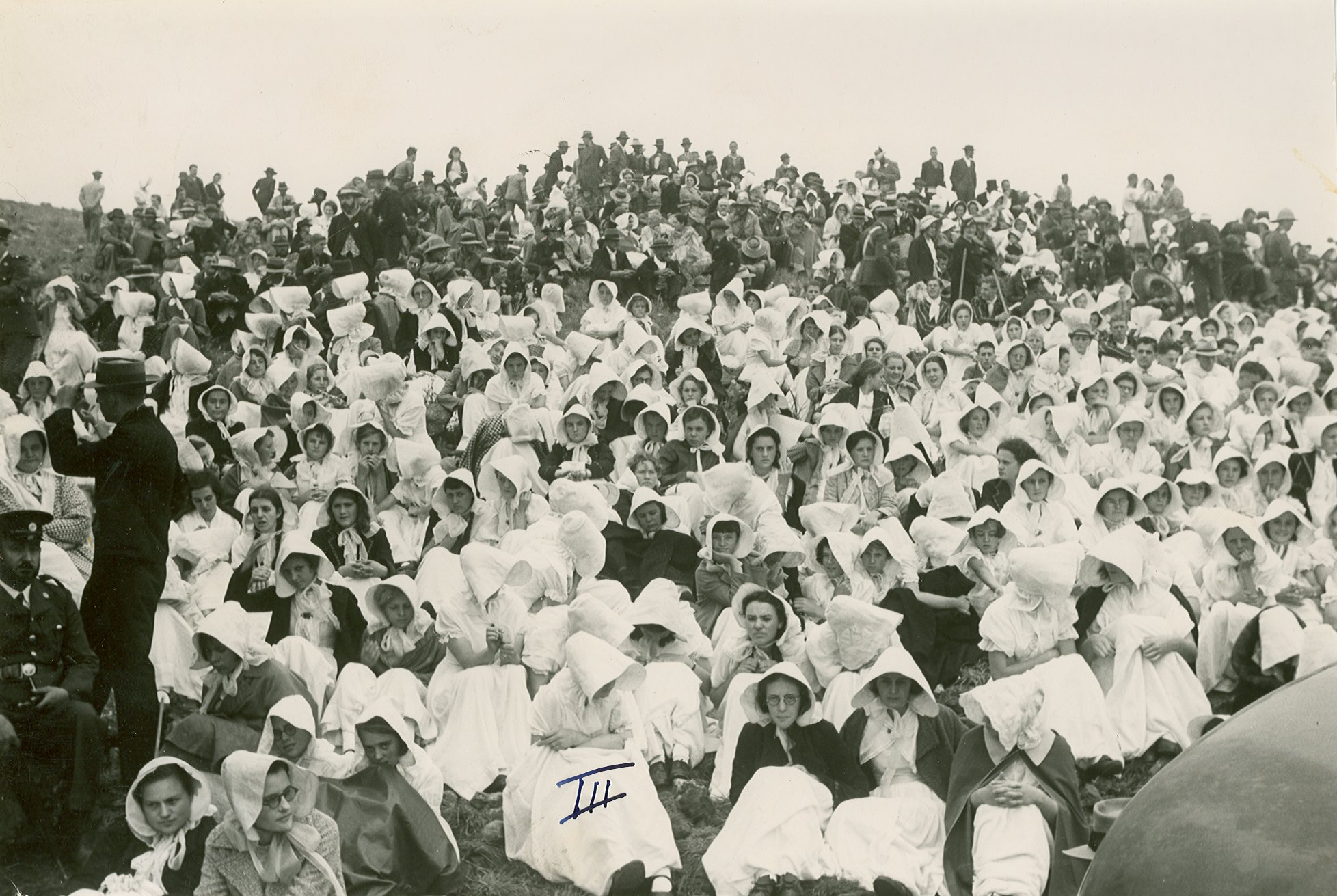
Femmes vêtues en tenue traditionnelle de voortrekkers portant une kappie (bonnet) en 1938 lors des festivités du centenaire du Grand Trek

L'idée de bâtir un monument en l'honneur des Voortrekkers revient au président de la république sud-africaine du Transvaal, Paul Kruger à l'occasion du 50e anniversaire de la bataille de Blood River le 16 décembre 1888. L'idée fit long feu à cause notamment de la seconde guerre des Boers avant de ressurgir en 1931 quand la « commission centrale des monuments du peuple » (Sentrale Volksmonumentekomitee - SVK), chargé de soutenir la construction de monuments nationaux pour le centenaire du Grand Trek, en fit son projet principal. L'architecte Gerard Moerdijk est alors chargé de dessiner les plans d'un monument tandis que la SVK étudie les sites où il pourrait être construit.
Plusieurs sites, tous intimement liés à l'histoire des Voortrekkers, sont proposés pour construire le monument et font l’objet d'intenses débats : Pietermaritzburg, Weenen, le lieu de la bataille de Blood River, Bloemfontein, Potchefstroom et Pretoria. Le 6 octobre 1936, le choix se porta sur Pretoria. Il était prévu que le monument soit inauguré pour le centenaire du Grand Trek, mais très vite, par manque de fonds financiers, il s'avère que cela serait impossible.
Néanmoins, le 13 juillet 1937, une cérémonie, présidée par Ernest George Jansen, président de la SVK, officialise sur Monument Hill, près de Pretoria, le lieu retenu pour la construction du mémorial,située quasiment en face de la colline où sont situées les Union Buildings, le siège du gouvernement sud-africain. Dix entreprises répondirent à l'appel d'offres pour les travaux de construction, remportée par l'entreprise italienne A. Cosani.
La construction proprement dite débute au début de l'année de 1938 et la pierre angulaire du monument Voortrekker posée le 16 décembre 1938, lors des célébrations du centenaire du grand trek, en présence de plus de 100 000 personnes. Lors de cet évènement, les pierres de soutien des quatre angles du monument furent déposées par trois descendants des chefs voortrekkers : Mme J.C. Muller (petite fille d'Andries Pretorius), Mme K.F. Ackerman (arrière-petite-fille d'Hendrik Potgieter) et Mme J.C. Preller (arrière-petite-fille de Piet Retief). Sous la pierre angulaire furent placées une bible, une copie du texte du vœu prononcé en 1838 à Blood River, une copie du traité signé entre Piet Retief et le roi Dingane, une copie du journal de Jan van Riebeeck et le texte de l'hymne national Die Stem van Suid-Afrika.

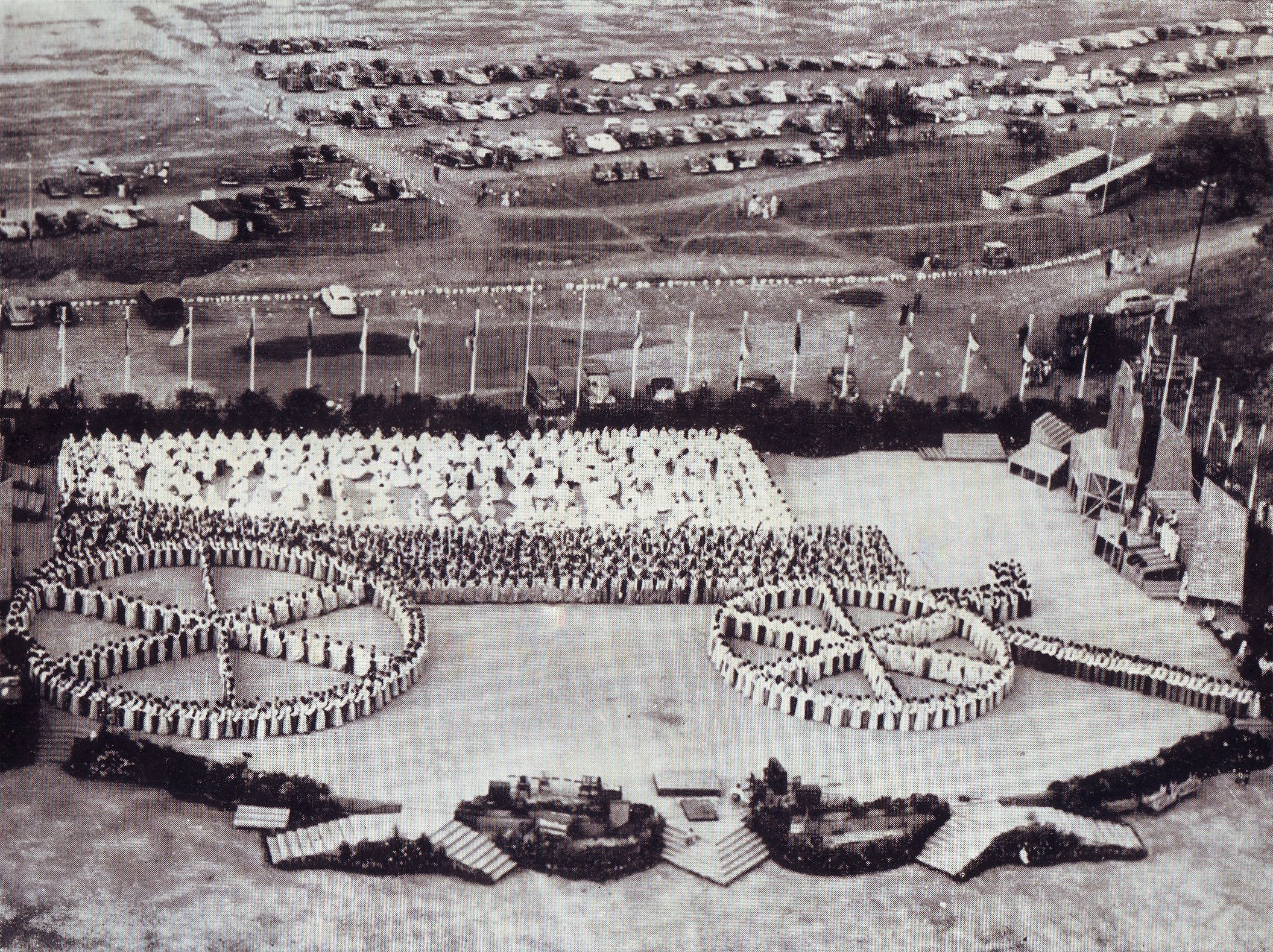
Festivités organisées le 16 décembre 1949 au Voortrekker Monument pour son inauguration

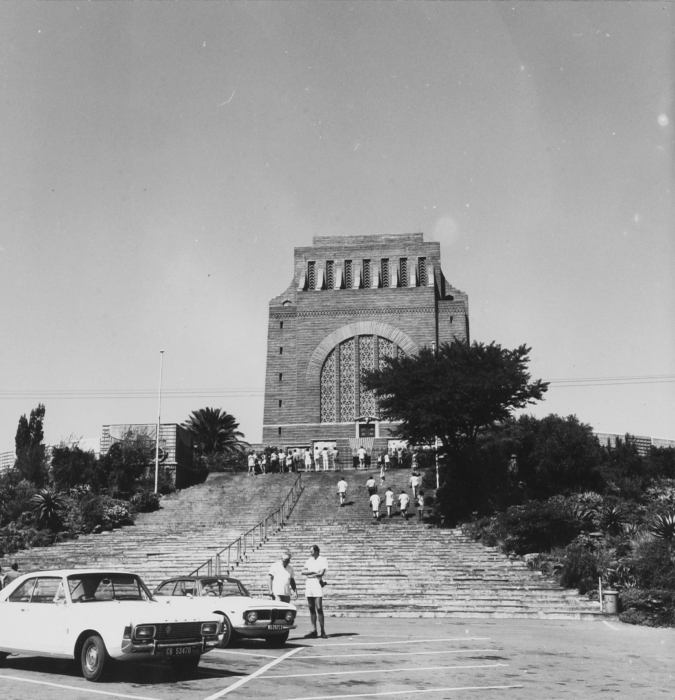
Le Voortrekker Monument en 1970

Les travaux sont arrêtés au début de la Seconde Guerre mondiale et Cosani se retrouva dans l'impossibilité financière de poursuivre les travaux. Un nouvel appel d'offres pour l'achèvement de la construction fut remporté par l'entreprise de W.F. du Plessis. En 1942, l'équipe de 4 sculpteurs, chargés de réaliser la frise intérieure en marbre, est constituée.
Le monument est achevé et inauguré devant plus de 250 000 personnes, essentiellement des Afrikaners, le vendredi 16 décembre 1949 à midi (le « Jour du vœu ») en présence du gouvernement sud-africain au complet, après 3 jours complets de célébrations, comprenant des discours (tous en afrikaans à l'exception d'un seul), des services religieux et des danses folkloriques(« volkspele »). La victoire l'année précédente du parti national aux élections générales lui permet de dominer politiquement les célébrations et à Daniel François Malan, le Premier ministre, de s'adresser à la foule en tant qu'orateur principal. Mais plusieurs personnalités interviennent également comme son prédécesseur Jan Smuts, connu aussi pour ses faits d'armes face aux britanniques durant la guerre des Boers, ou Ernest George Jansen. Parmi les spectateurs, très peu de blancs anglophones sont présents et, mis à part Old Jacob (85 ans), invité en tant qu'ancien chauffeur (noir) de Paul Kruger, peu de personnes de couleur également, essentiellement des employés (souvent en coulisse), des gardiens et du personnels de maison (les nounous) accompagnant leurs employeurs. Lorsque les grandes portes du Monument s'ouvrirent lentement, douze garçons et filles en tenue de Voortrekkers furent les premiers à entrer dans le hall du monument (la salle des héros), symbolisant l'avenir de l'Afrikanerdom. Cet événement fixe aussi de nombreux éléments du folklore et de la tradition, pour certains introduits en 1938 (comme la danse populaire, le volkspele, des chansons, certains vêtements) qui deviennent des éléments du patrimoine national sud-africain, appris par les enfants des écoles primaires.
Si Gerard Moerdyk souligna qu'il n'y avait aucun motif politique dans sa démarche et celle des autres sculpteurs, le contexte de la construction du monument et de son inauguration, l'associe étroitement au gouvernement au pouvoir et à ses politiques d'apartheid, d'autant plus que le parti national parvint à gouverner le pays durant 40 ans, correspondant aux premières 40 années du monument. Ainsi, devenu synonyme tout simplement d'Afrikaners pour beaucoup de sud-africains, l'édifice est souvent utilisé, durant ces quarante premières années d'existence, comme symbole politique, notamment en 1961 pour des célébrations d'action de grâce organisées par la Fédération des organisations culturelles afrikaans (FAK) à l'occasion de la fondation de la République d'Afrique du Sud, marquées par la glorification des anciens dirigeants afrikaners. Ce fut aussi le cas en 1966, pour les commémorations célébrant le cinquième anniversaire de l'établissement de la république. Le monument, tout comme le drapeau national orange-blanc-bleu et l'hymne national « Die Stem », tous deux également établis bien avant l'arrivée au pouvoir du Parti national, deviennent étroitement liés aux politiques d'apartheid du gouvernement transformant d'ailleurs, selon Cyril Ramaphosa ces deux derniers symboles de l'identité afrikaner en symboles de discrimination, d'oppression et de misère.
La popularité des festivités du 16 décembre commence à diminuer à la fin des années 1970, notamment du fait du désintérêt de la jeunesse afrikaner pour le symbolisme du Grand trek. En 1988, pour les célébrations des 150 ans du Grand Trek, la commémoration du Grand Trek est presque symbolique des divisions qui traversent alors la société afrikaner avec deux célébrations distinctes organisées par deux organisations culturelles opposées.
Au début des années 90, le monument est stéréotypé comme le point de ralliement pour les Afrikaners les plus conservateurs, hostiles aux réformes du Président Frederik de Klerk et à la fin de l'apartheid. Ainsi, après que F.W. de Klerk ait annoncé la levée de l'interdiction de l'ANC et la libération de Nelson Mandela, le Parti conservateur d'Afrique du Sud  organise dans le grand amphithéâtre du Monument des rassemblements comptant de 65 000 (1990) à 100 000 de ses partisans (1993).
La croyance que le monument ne serait pas autorisé à survivre avec un gouvernement de l'ANC est alors une crainte partagée dans la population blanche sud-africaine. En 1991, Louis Eksteen, réalise une linogravure (intitulée Quo vadis–triptiek) en trois parties qui dépeint le déboulonnage du bâtiment. En 1992, Penny Siopis réalise la couverture du programme d'un symposium de l'atelier d'histoire de l'Université du Witwatersrand où le Voortrekker Monument apparait renversé par une foule tirant sur des cordes. En 1993, les craintes que le monument Voortrekker ne soit détruit sous un gouvernement de l'ANC ou que les monuments afrikaners ne soient plus entretenus et se détériorent amènent le gouvernement de Klerk à prendre quelques précautions comme celui de céder ce monument de statut public, à une société à but non lucratif nouvellement créée et appelée Voortrekker Monument and Nature Réserve, disposant de son propre conseil d'administration où l'on retrouve plusieurs associations culturelles afrikaners comme la FAK, Rapportryers et AKTV .
En octobre 1994, l'ANC adopte ainsi une résolution recommandant la suppression de tous les monuments commémoratifs situés dans des lieux publics et leur déplacement dans des musées  à des fins de déconstruction et de conscientisation. Si le Monument fut inévitablement associé à la politique d'apartheid, ses dirigeants s'attachent à l'en dissocier, avec le soutien de quelques uns des principaux dirigeants du pays. Ainsi, dès 1995, le président Nelson Mandela, déplore que certains appellent à la suppression massive des icônes afrikaners car les méchants des uns peuvent être les héros des autres. Les tensions demeurent cependant à l'ANC entre les partisans de la conservation et ceux de la suppression. En 2000, le ministre des Arts et de la Culture, Ben Ngubane, charge le président de la nouvelle Agence sud-africaine des ressources patrimoniales (SAHRA), de réaliser un registre des monuments coloniaux et des monuments liés à l'apartheid afin de notamment préparer une nouvelle réglementation pouvant justifier la suppression, la reconfiguration et la réinterprétation des monuments de l'apartheid et de l'ère coloniale. Peu de monuments sont finalement supprimés de l'espace public, surtout des sculptures, peintures et autres bustes de dirigeants afrikaners dont plusieurs sont entreposés dans les réserves du Voortrekker Monument (et ressortis lors d'exposition temporaire) ou ré-érigés sur son site comme celle restaurée dédiée à Danie Theron (à Fort Schanskop en 2002) ou la statue de la Liberté apprivoisée de Hennie Potgieter (à l'entrée du Centre du patrimoine).
La formation de la société du Voortrekker monument, ainsi que le lobbying efficace réalisé auprès du gouvernement pour le maintien d'un financement gouvernemental, a évité au Voortrekker Monument mais aussi au site de Blood River et au mémorial à Piet Retief à  Pietermaritzburg (tous deux gérés par ladite société), de subir les avanies du temps, au contraire du monument voortrekker situé à Winburg, négligé par les autorités locales, en l’occurrence le département provincial des sports, des arts, de la culture et des loisirs de la province de l'État-libre.
Le 16 mars 2012, le Voortrekker Monument est finalement le premier monument afrikaner à être inscrit au patrimoine national par le gouvernement de l'ANC. La décision est annoncée officiellement par Paul Mashatile, le ministre des Arts et de la Culture, devant le panneau de marbre représentant les Boers mettant en déroute les guerriers zoulous à Blood River pour mettre en perspective le concept de « culture partagée ».

## Fréquentation
Le Voortrekker Monument reçoit environ 250 000 visiteurs par an (54 000 estimés pour le Freedom Park, créé à proximité et relié par la Route dite de la Réconciliation). Les visiteurs internationaux ont constitué de 51% à 57% de la fréquentation totale entre 2012 et 2017, les plus nombreux ayant été des ressortissants de Chine.
Le monument reçoit aussi la visite de groupes scolaires (36% du nombre de visiteurs) dont de nombreuses écoles à majorité issues des townships ou des quartiers noirs.

## Le site patrimonial du Voortrekker Monument

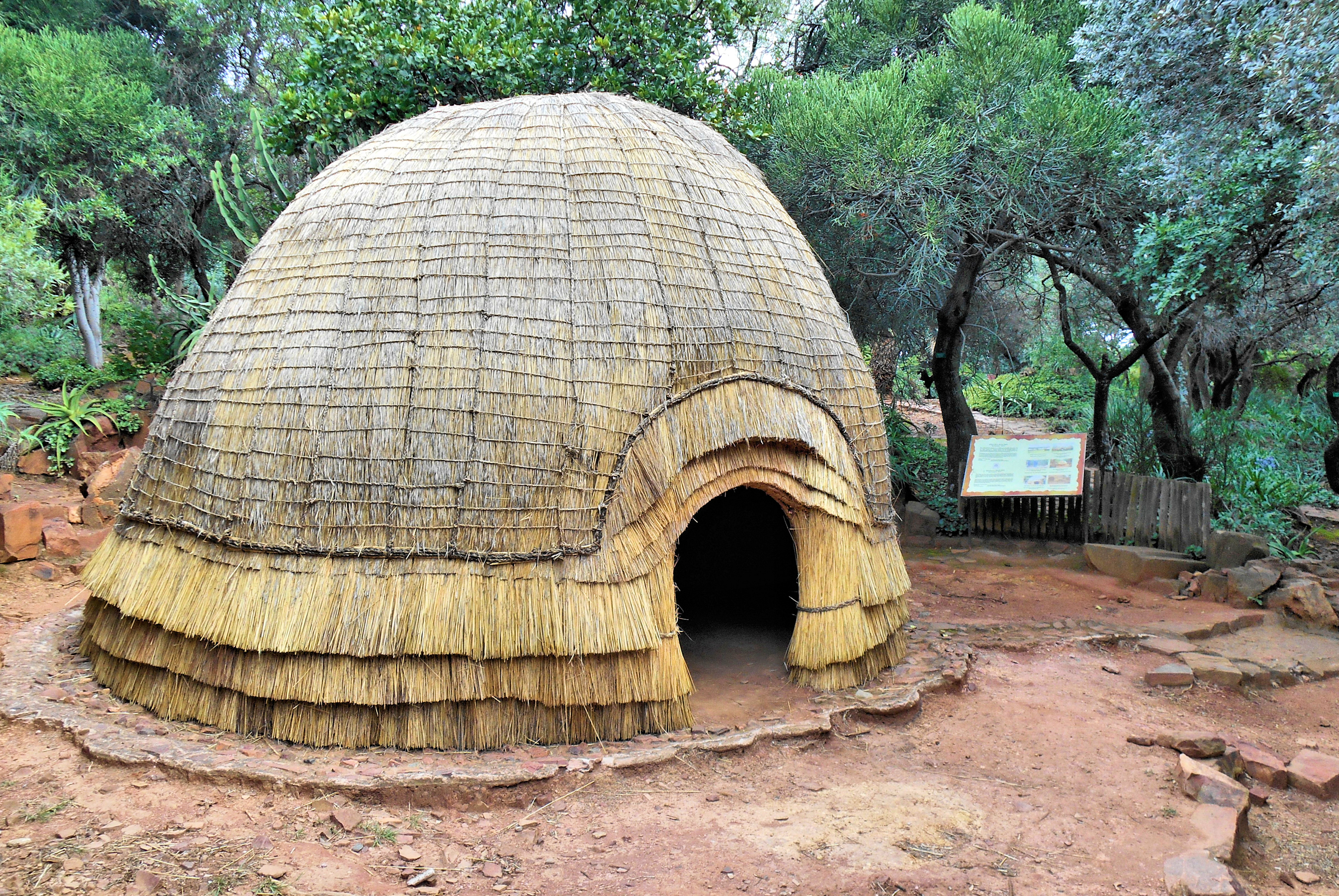
Réplique d'une hutte du peuple zoulou.

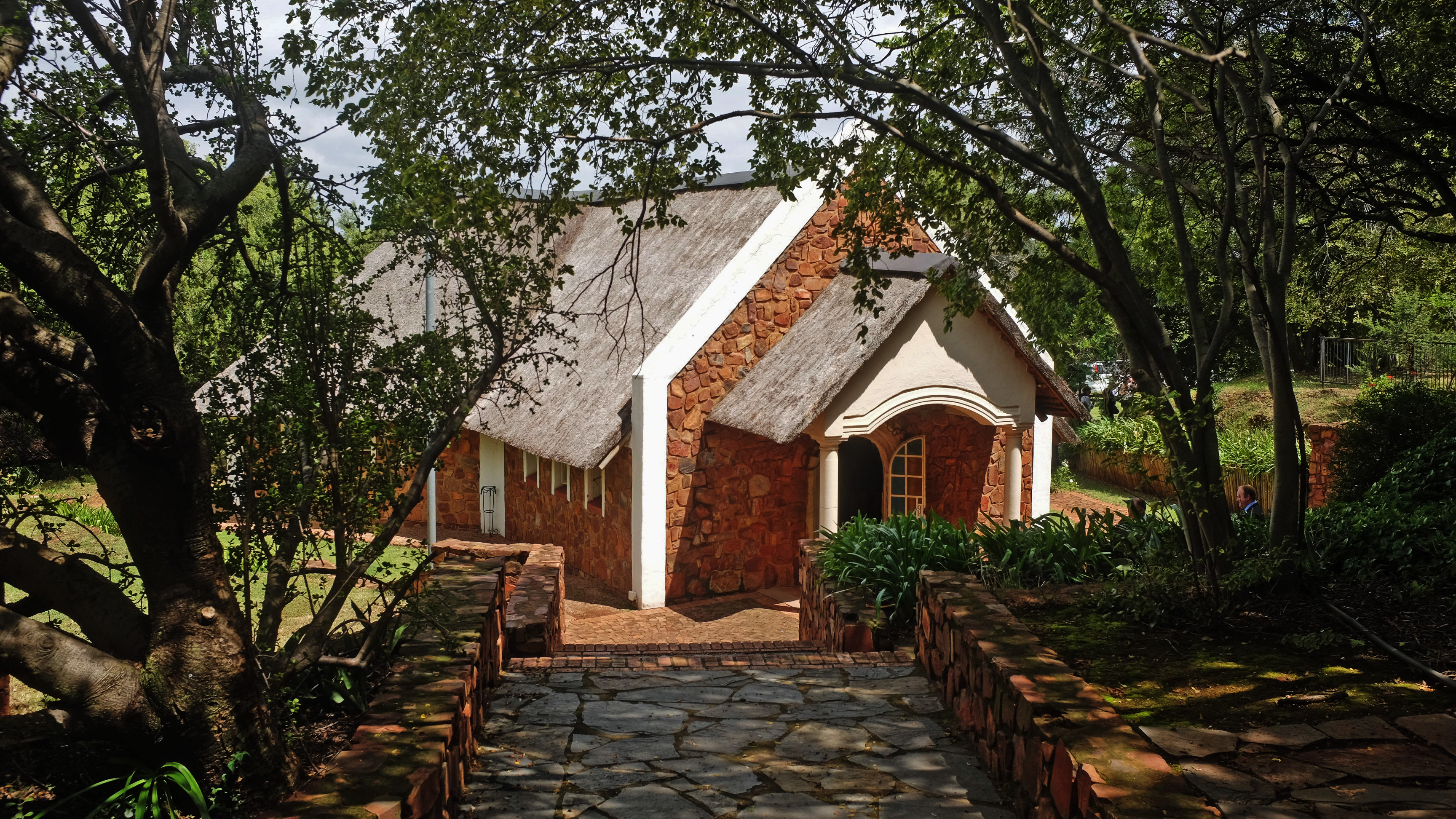
La chapelle située à proximité du monument.

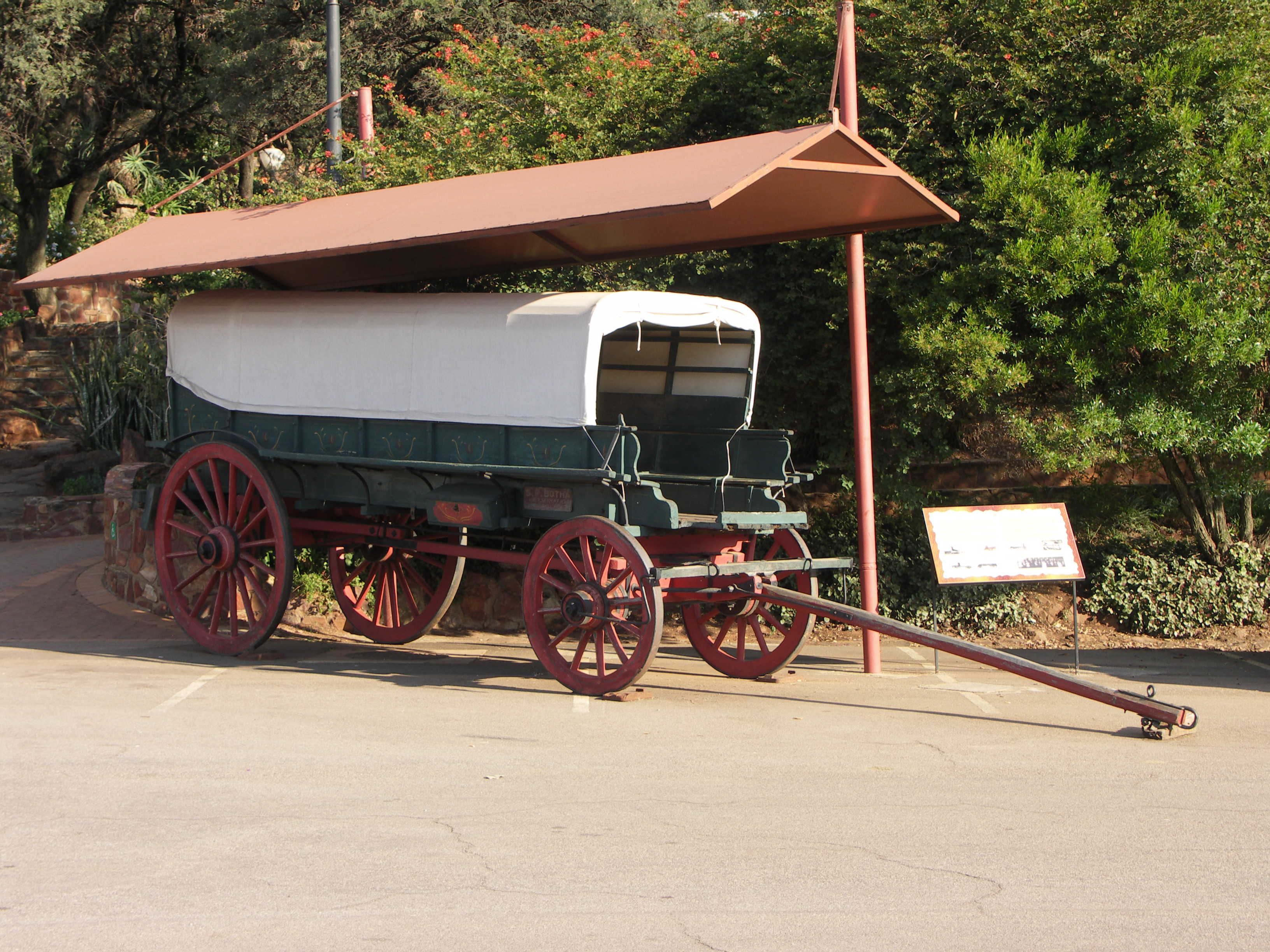
Wagon voortrekker utilisé lors des célébrations du centenaire du Grand Trek.

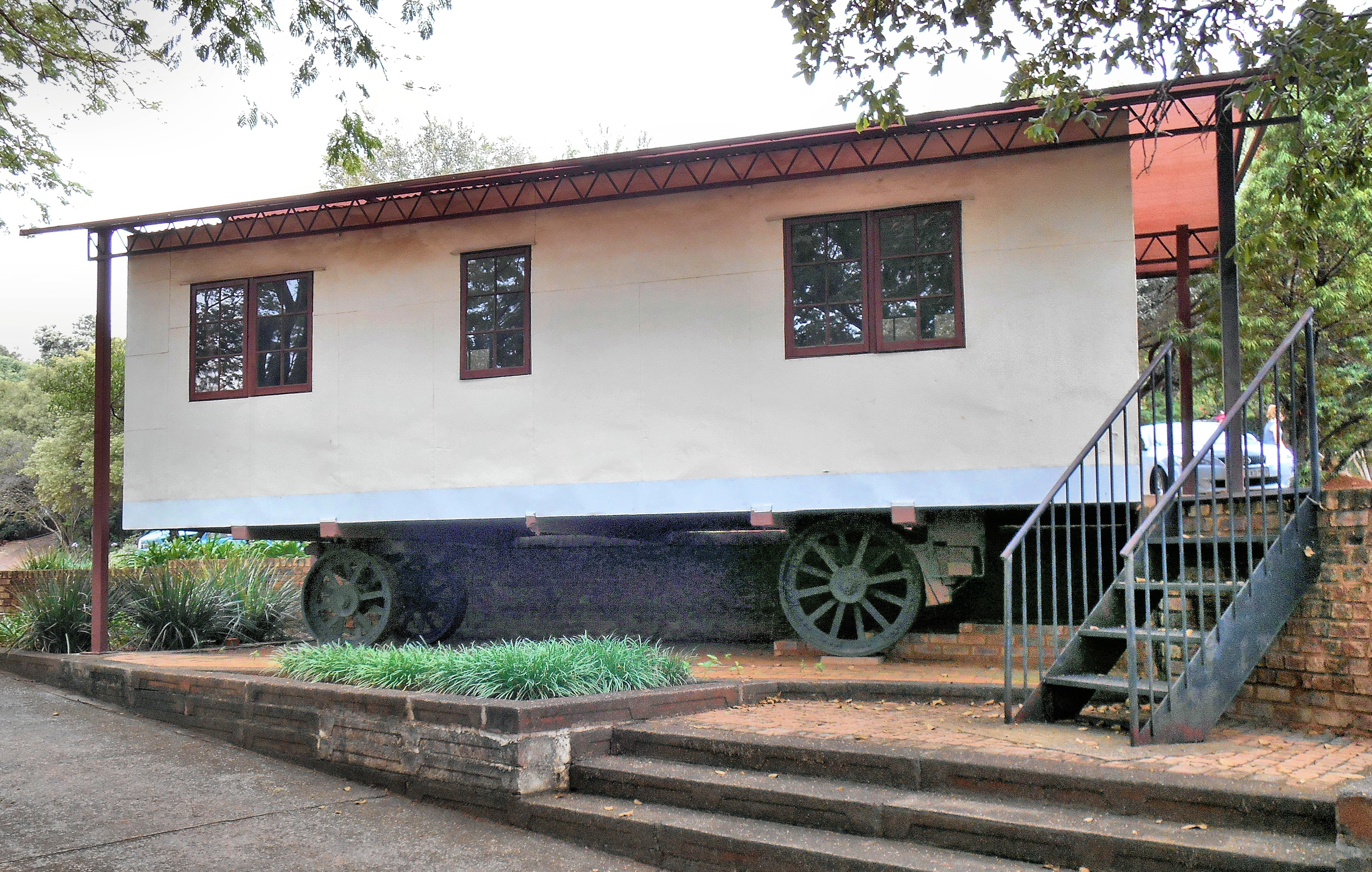
Salle de classe itinérante, construite sur le châssis d'une ancienne batteuse à vapeur.

Dans les décennies qui ont suivi la construction du mémorial, plusieurs agrandissements du site sont intervenus, avec la création notamment d'une réserve naturelle, et d'autres monuments ont été érigés ou intégrés à proximité ou autour du Voortrekker monument: 
- une hutte zoulou (réplique)
- un wagon voortrekker ayant participé aux célébrations du centenaire du Grand Trek
- un cairn de pierres provenant de toutes les régions d'Afrique du Sud (amenés du 13 au 16 décembre 1938 par les participants au centenaire du grand trek).
- une chapelle
- le mémorial à Piet Retief et ses hommes (1971, réplique d'un monument de 1941) : une colonne de marbre, gravée d'une image d'un fusil de chasse pointé vers le ciel, au sommet duquel se trouve la sculpture d'une flamme.
- une réserve naturelle de 3,41 km2 déclarée autour du monument (1992) comprenant zèbres, blesboks, springboks, gnous noirs et impalas.
- Fort Schanskop, un fort voisin construit en 1897 par le gouvernement de la République sud-africaine du Transvaal et ajouté au site patrimonial en juin 2000. Situé à 2km par la route du voortrekker monument, il comprend notamment :
  - une statue de Danie Theron, inaugurée par Nelson Mandela en 2002
  - un bronze du général Piet Joubert
  - une réplique du Trek monument (inauguré en 1954 au Tanganyika)
- un amphithéâtre supplémentaire (2001) pouvant accueillir 357 personnes (en plus du grand amphithéâtre d'origine d'une capacité de 30 000 personnes)
- un jardin du souvenir (2003), accueillant les cendres d'une centaine de personnes
- l'école sur roue, une salle de classe itinérante des années 20 construite sur le châssis d'une ancienne batteuse à vapeur (installée en 2004).
- la statue en bronze de la liberté apprivoisée (1961), réalisée par Hennie Potgieter, autrefois situé sur parliament street et transférée en 2008 au Voortrekker monument. Elle représente un taureau (symbolisant le peuple d'Afrique du Sud) maitrisé par un jeune homme fort (symbolisant la jeunesse).
- un mur du souvenir (2009) dédié à ceux qui sont morts en servant dans la Force de défense sud-africaine (SADF) entre 1961 et 1994
- un mémorial (arbre d'honneur) portant les noms des membres du bataillon 32, tués au combat. Dissous en 1993, ce bataillon, composé en grande partie de soldats angolais, avait combattu lors de la guerre de frontière au côté de l'armée sud-africaine. Érigé en 1985 dans la bande de Caprivi, ce mémorial fut transféré dans des bases militaires à Pomfret puis Zeerust avant d'être finalement déplacé au monument Voortrekker en octobre 2009[19].
- deux statues de Koudous (1956), réalisées par Willem de Sanderez Hendrikz (1910-1959), initialement situées sur Strijdom square avant leur déplacement en 2012 au monument Voortrekker.
- un mémorial (2012) aux victimes des attentats d'Air Rhodesia à Kariba en 1978 et 1979
- un mémorial au 31ème bataillon d'infanterie légère des forces territoriales du Sud-ouest africain, composé de chasseurs-cueilleurs San.
- un mémorial (2013) aux 165 membres de l'unité contre-insurrectionnelle Koevoet, tués en service lors de la guerre de frontière
- Erfenissentrum, un centre de recherche et d'exposition, destiné à la protection du patrimoine afrikaner (2014).
- un banc en forme de Koeksister (2015) réalisé par Pieter Mathews
- un mémorial en l'honneur des Dorslandtrekkers d'Angola (2015)
- un mémorial aux soldats (sud-africains, portugais, angolais et autres soldats impliqués) tués lors de l'opération Savannah en Angola durant la guerre de la frontière sud-africaine (2015)
- un monument au mouvement des jeunes Voortrekkers (2016) inspiré du scoutisme, représenté par les statues de deux jeunes adolescents
- un mémorial aux 3 enfants (Sara, Anna Maria et Christiaan) Liebenberg (2021), disparus après avoir été enlevés, lors de la bataille de la rivière Vaal en 1836, par des guerriers Ndébélés de Mzilikazi.

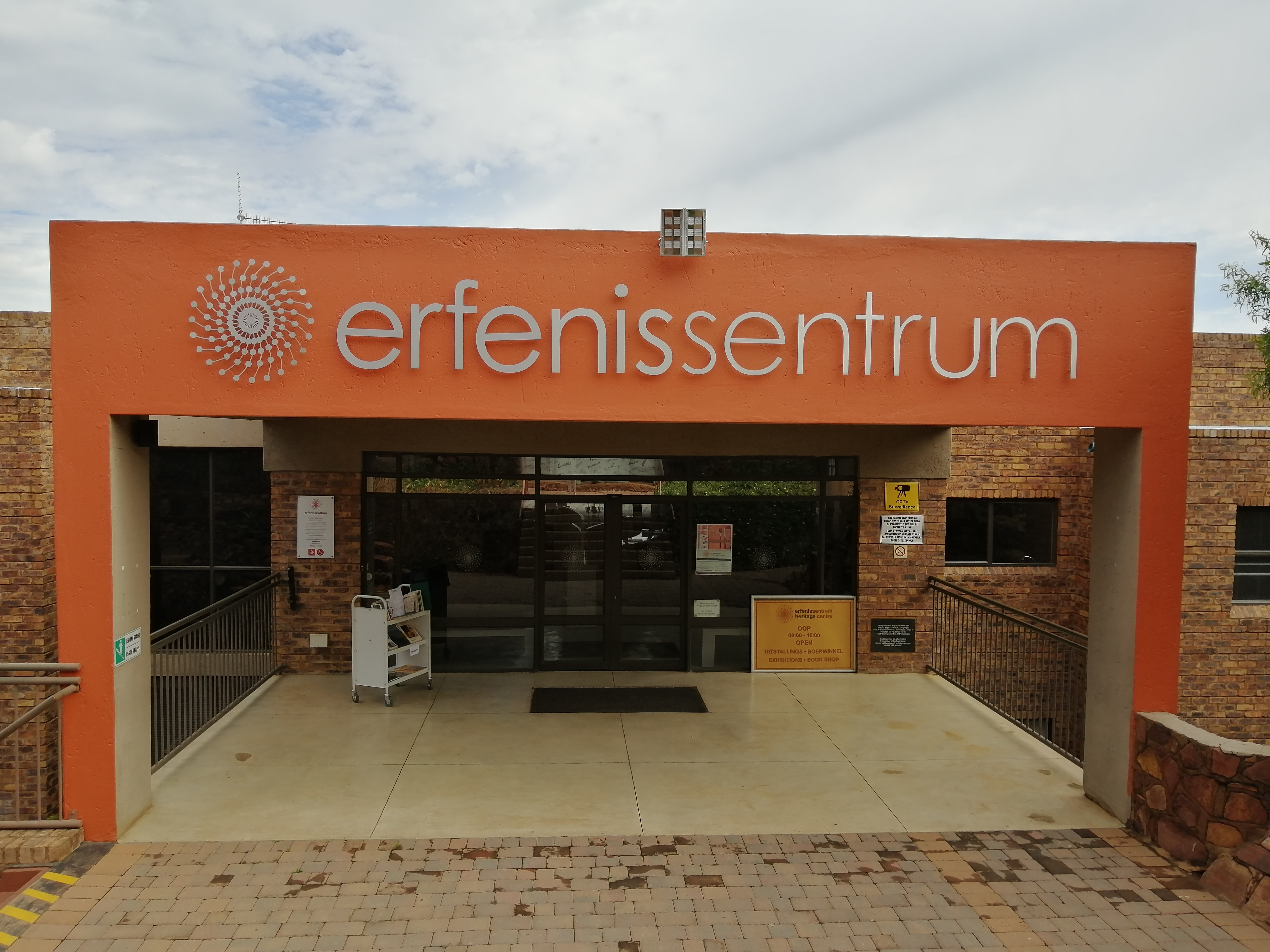
Entrée du centre du patrimoine afrikaner.
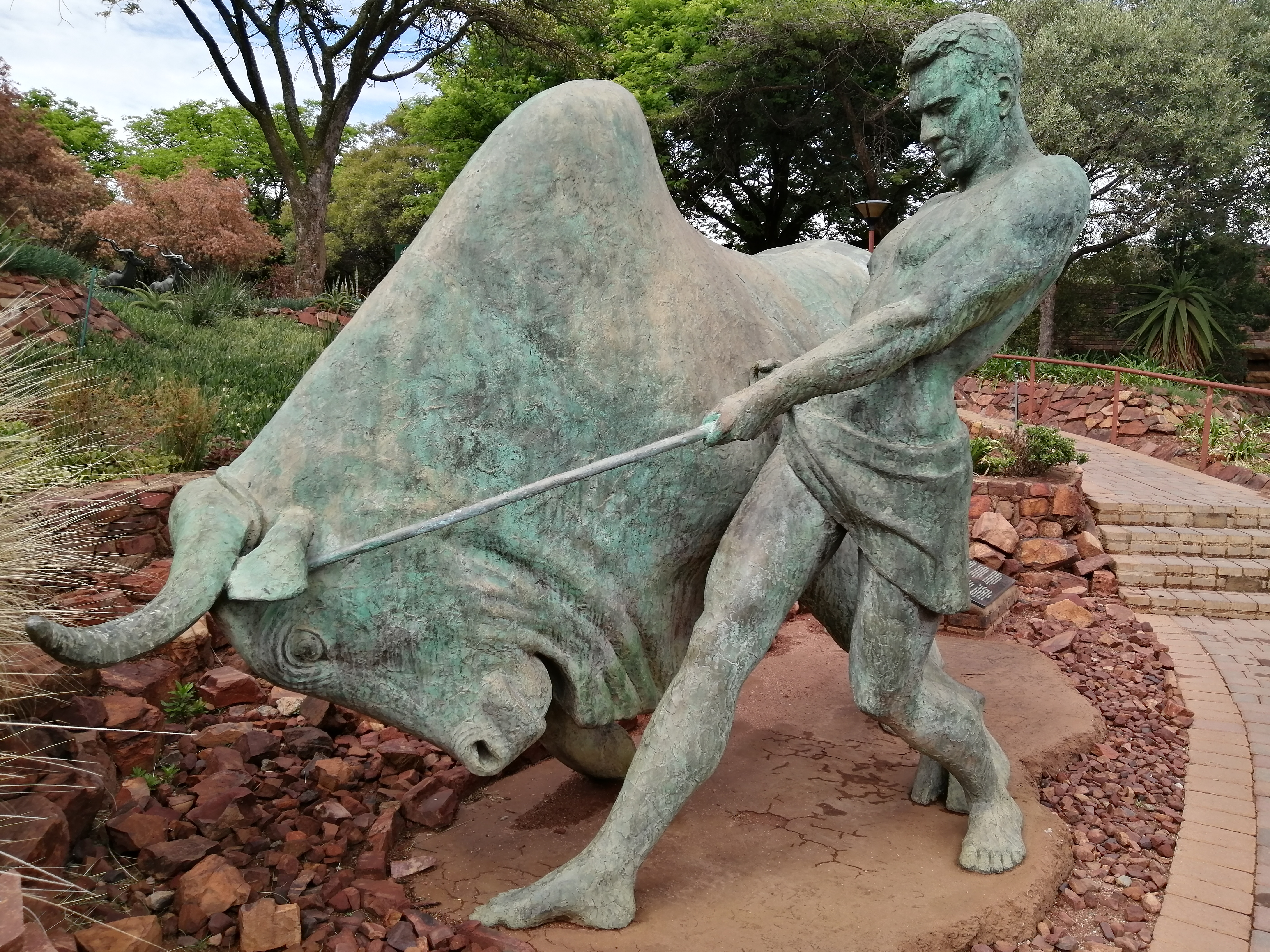
Statue de la liberté apprivoisée
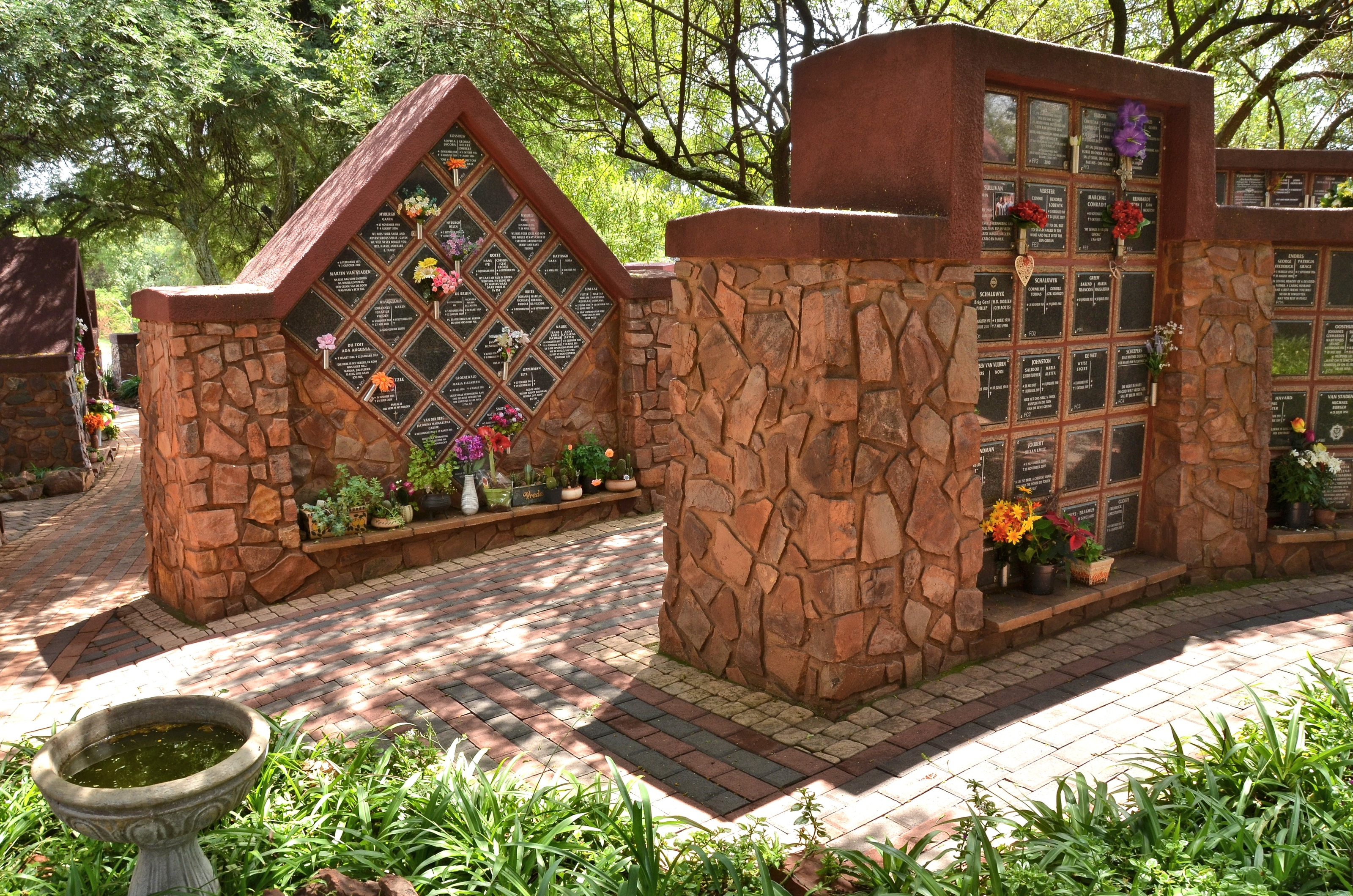
Jardin du souvenir.
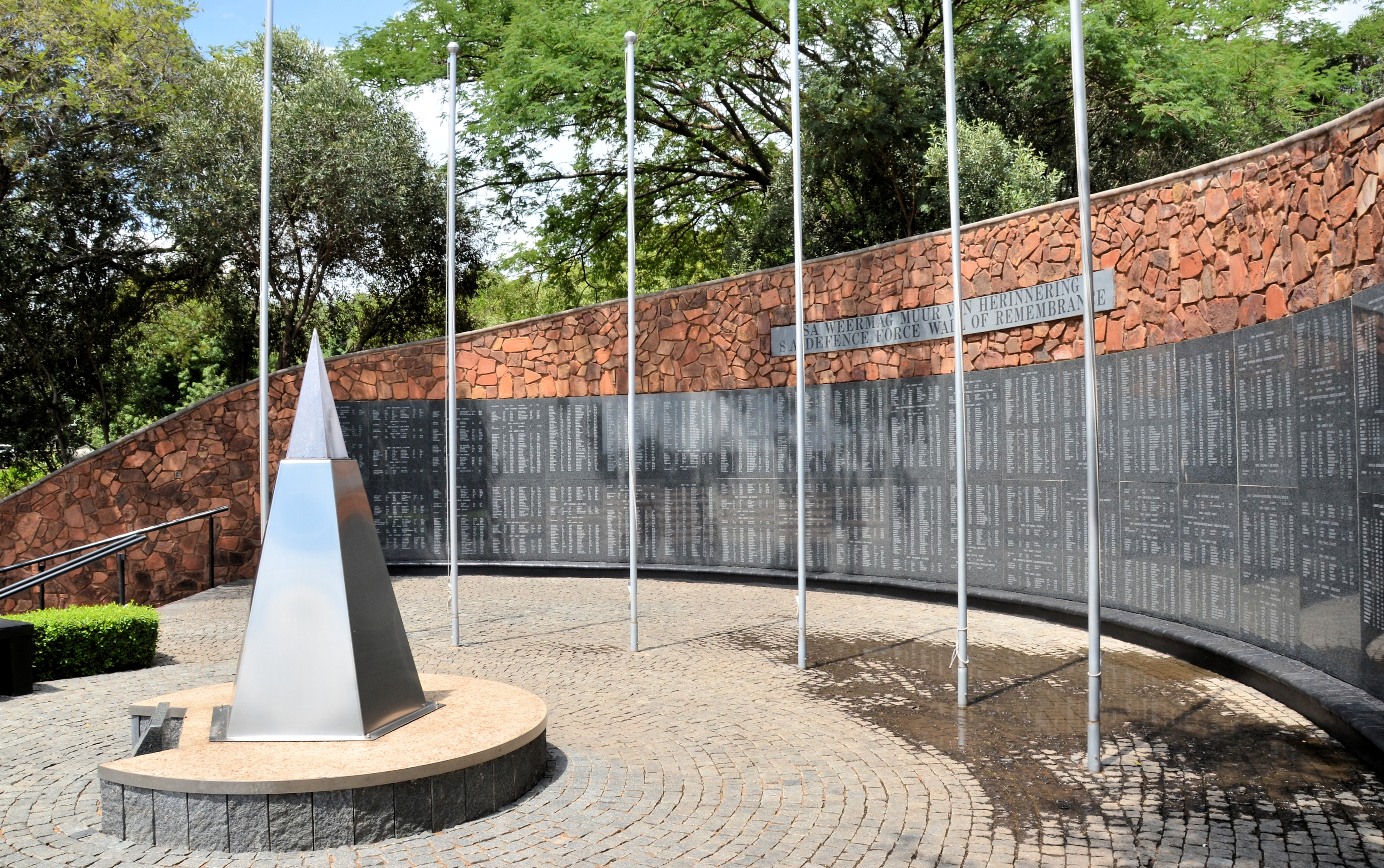
Mur du souvenir de la SADF
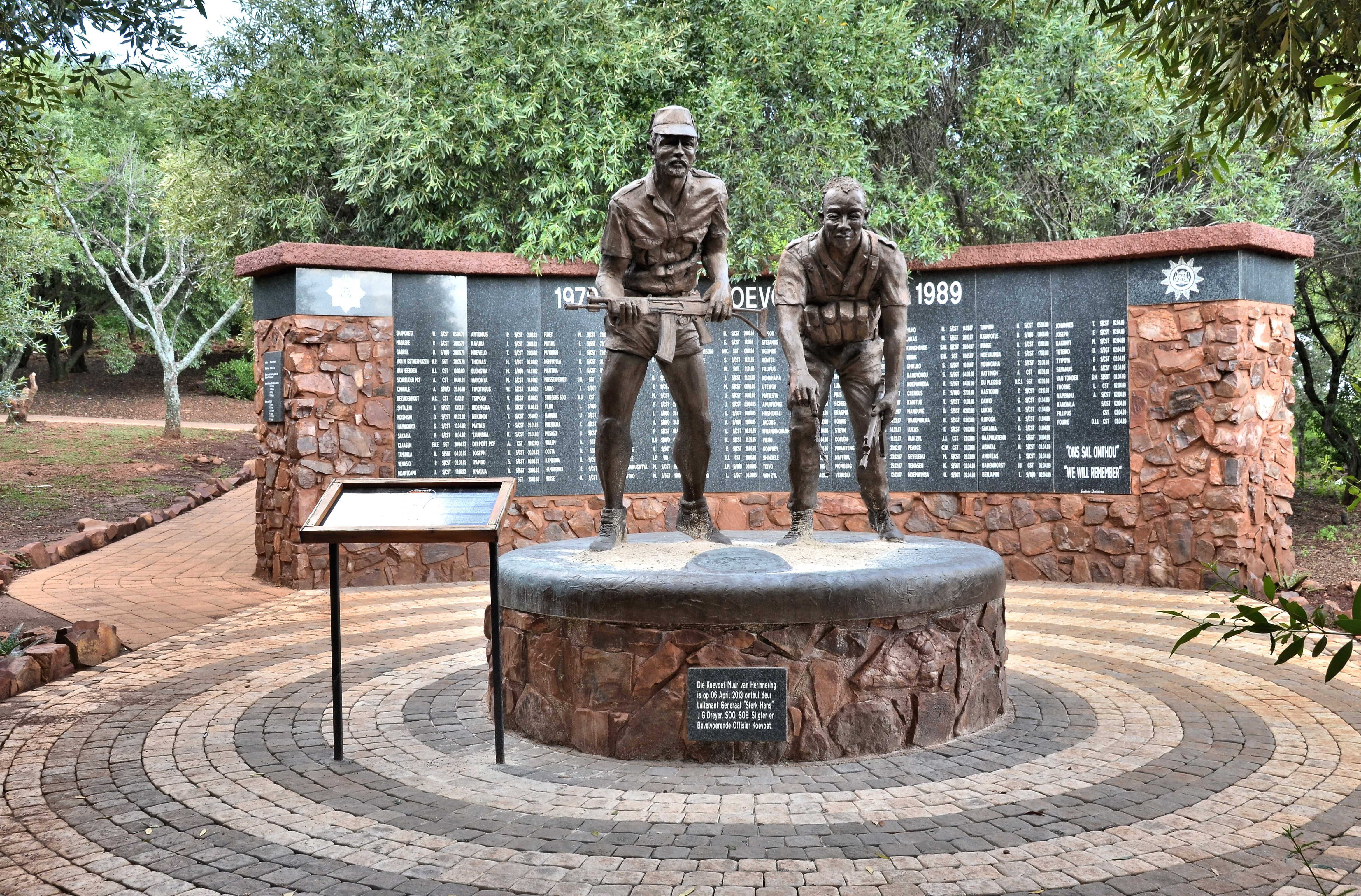
Monument au Koevoet
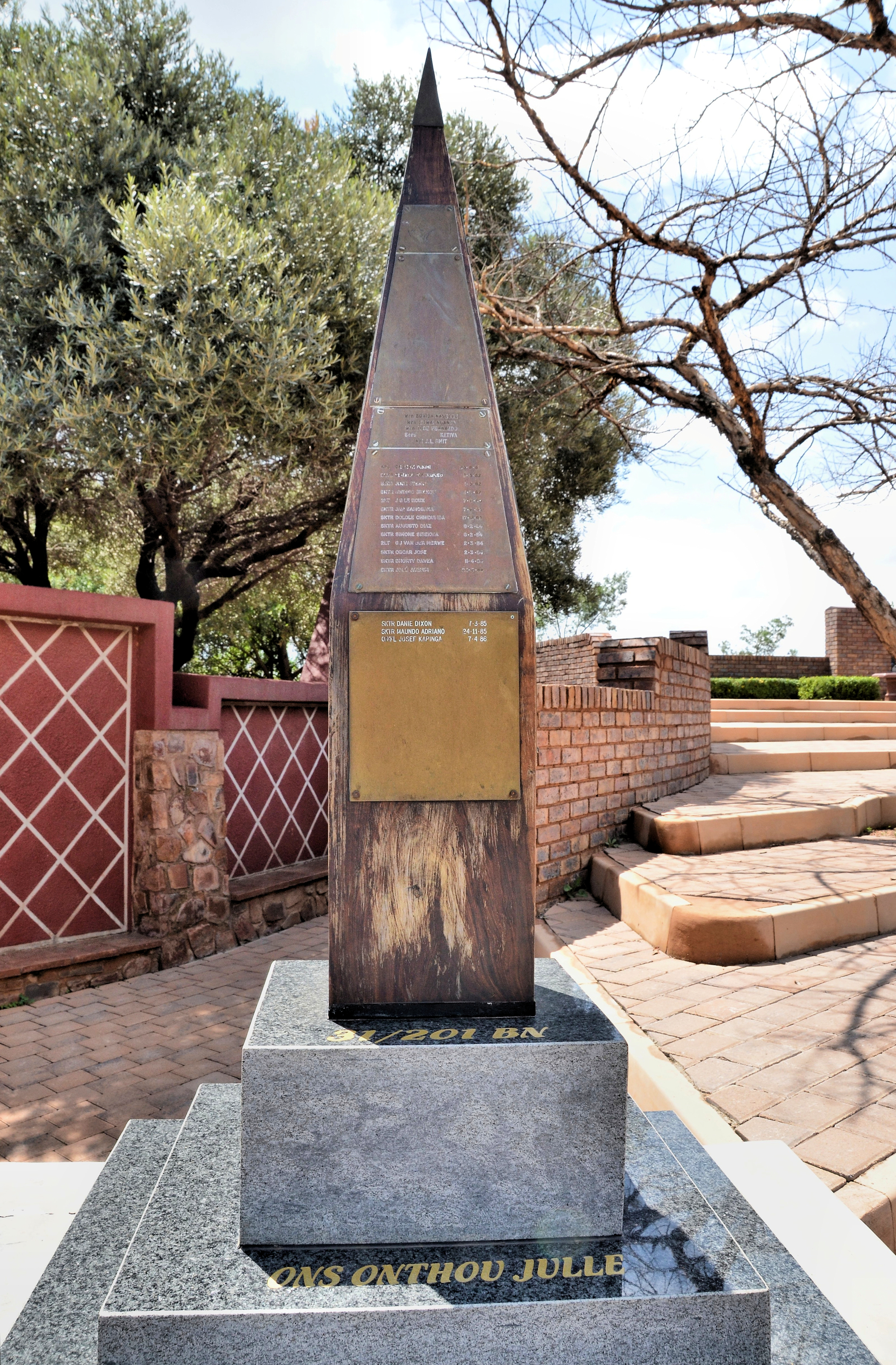
Mémorial au bataillon 31
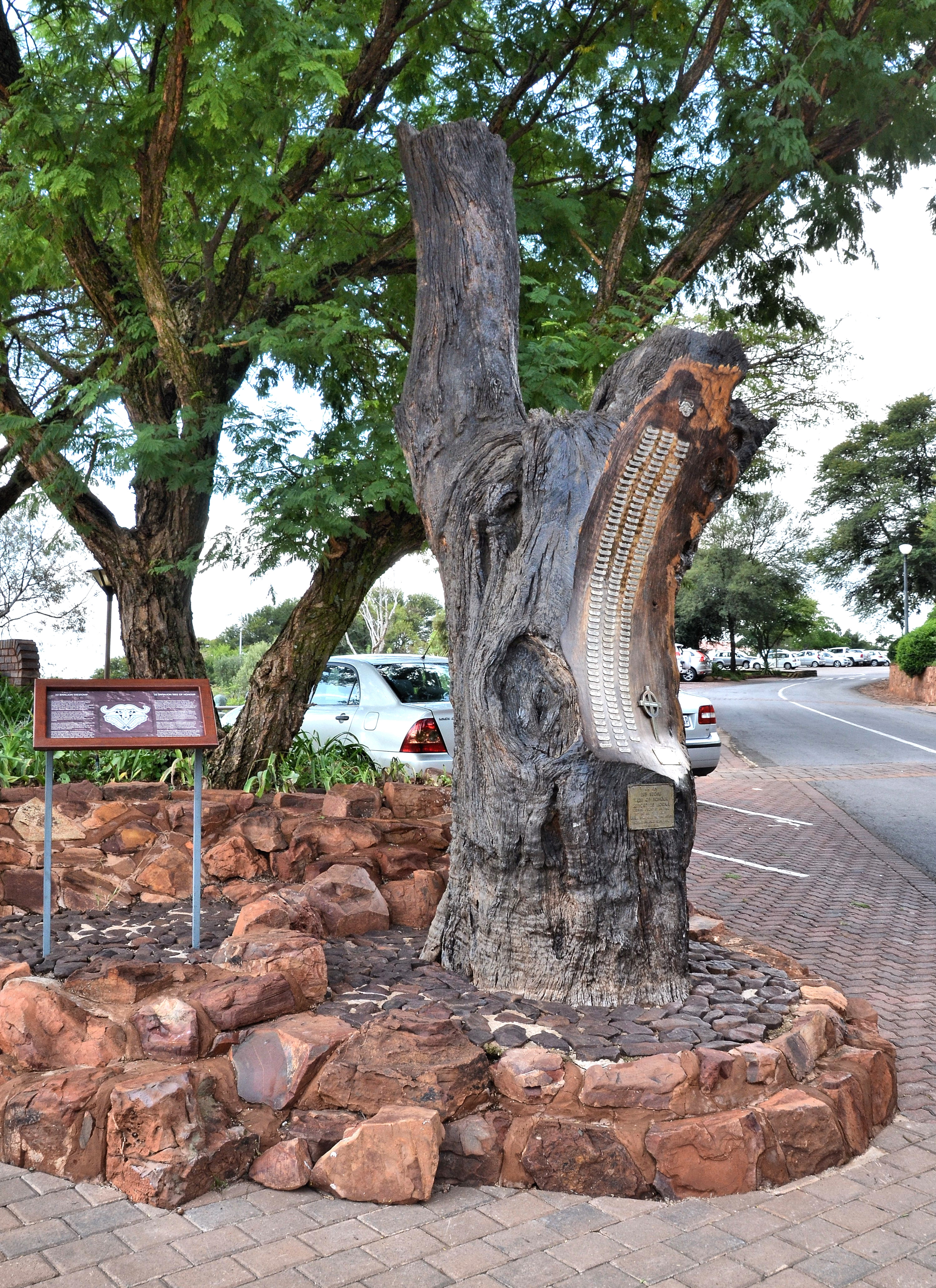
Mémorial au bataillon 32.
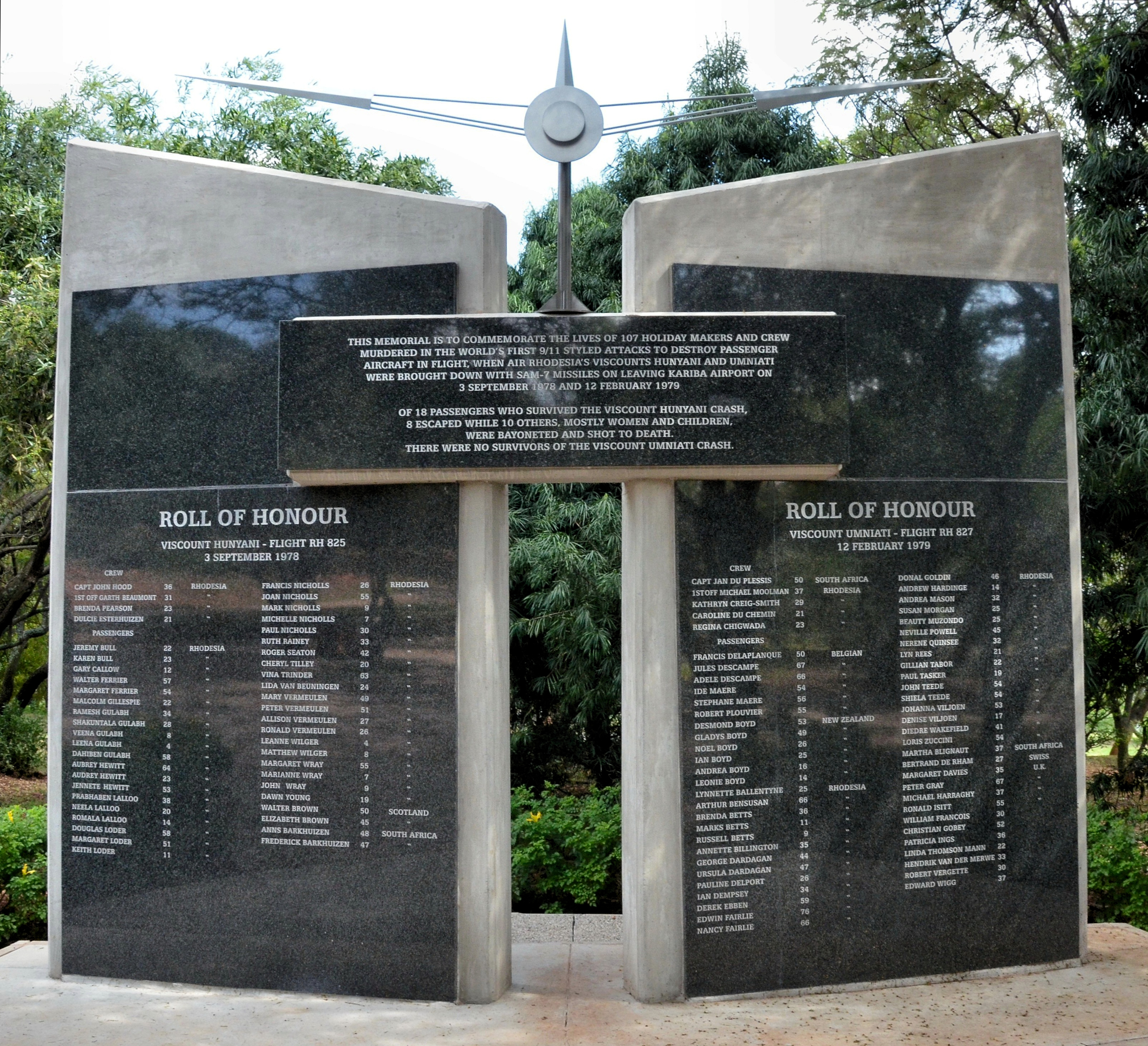
Mémorial aux victimes des attentats d'Air Rhodesia
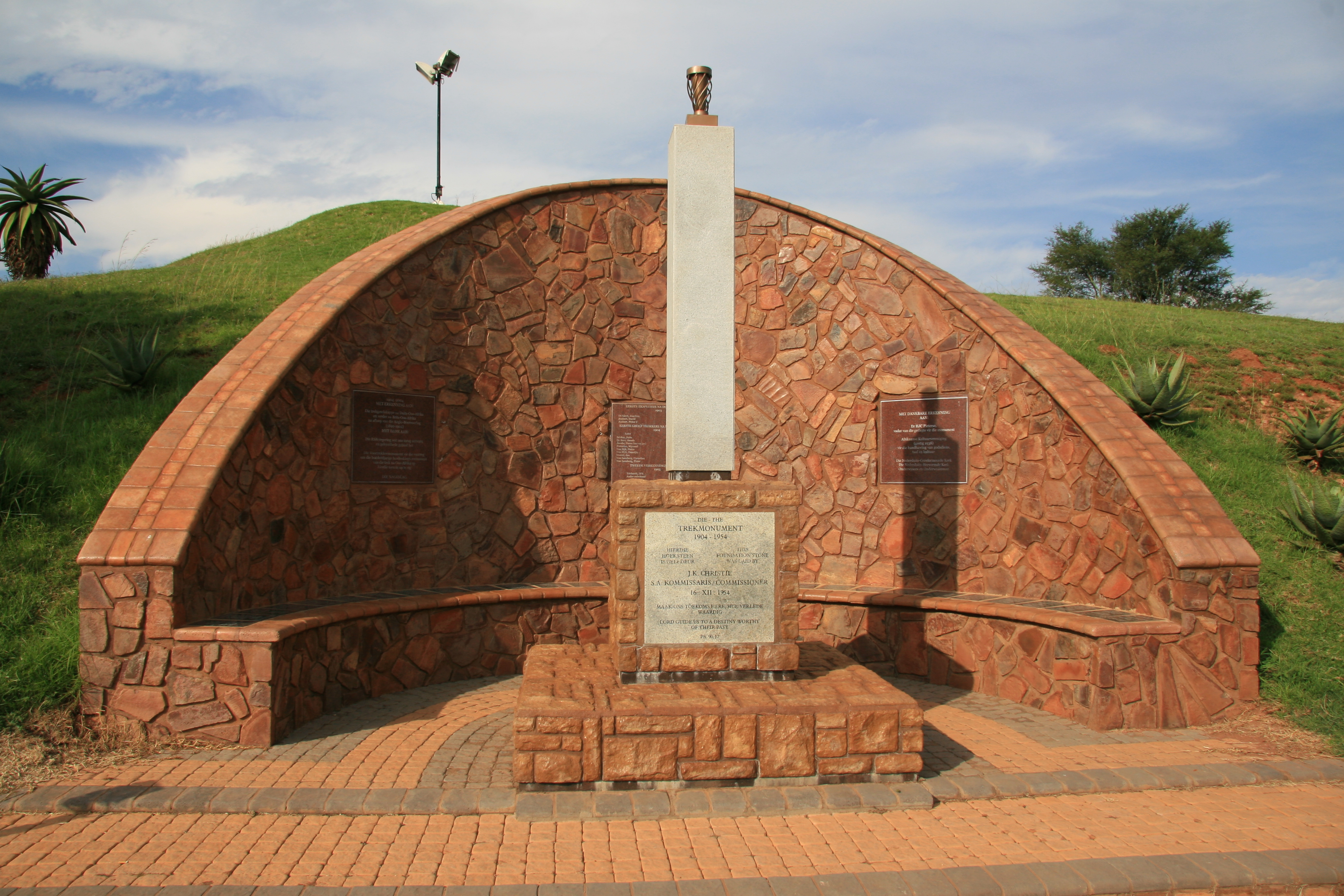
Réplique du Trek Monument au Fort Schanskop

### Documents multimédias
- (en) Histoire du Voortrekker Monument (partie 1)
- (en) Histoire du Voortrekker Monument (partie 2)
- (en) Histoire du Voortrekker Monument (partie 3)
- (en) Histoire du Voortrekker Monument (partie 4)